# Lista över fornlämningar i Simrishamns kommun
Lista över fornlämningar i Simrishamns kommun är en förteckning av ett urval av de fornlämningar som finns i Simrishamns kommun.

## Bolshög
| Namn                                    | Lämningstyp  | Tillkomsttid | Historisk indelning | Plats | Läge                 | ID-nr          | Bild                                 |
| --------------------------------------- | ------------ | ------------ | ------------------- | ----- | -------------------- | -------------- | ------------------------------------ |
| Konehögarna (Bolshög 1:1)               | Hög          |              | Bolshög, Skåne      |       | 55.527875, 14.278896 | 10102800010001 | Ladda upp en bild av detta fornminne |
| Konehögarna (RAÄ nr 1-3). (Bolshög 2:1) | Hög          |              | Bolshög, Skåne      |       | 55.527428, 14.279725 | 10102800020001 | Ladda upp en bild av detta fornminne |
| Konehögarna (RAÄ nr 1-3). (Bolshög 2:2) | Hög          |              | Bolshög, Skåne      |       | 55.527648, 14.280290 | 10102800020002 | Ladda upp en bild av detta fornminne |
| Bonnhög (Bolshög 6:1)                   | Hög          |              | Bolshög, Skåne      |       | 55.500609, 14.263044 | 10102800060001 | Ladda upp en bild av detta fornminne |
| Bolshög 14:1                            | Hög          |              | Bolshög, Skåne      |       | 55.525145, 14.277166 | 10102800140001 | Ladda upp en bild av detta fornminne |
| Bolshög 36:1                            | Hög          |              | Bolshög, Skåne      |       | 55.499705, 14.262330 | 10102800360001 | Ladda upp en bild av detta fornminne |
| Bolshög 37:1                            | Hög          |              | Bolshög, Skåne      |       | 55.523174, 14.281106 | 10102800370001 | Ladda upp en bild av detta fornminne |
| Bolshög 38:1                            | Hällristning |              | Bolshög, Skåne      |       | 55.507292, 14.272792 | 10102800380001 | Ladda upp en bild av detta fornminne |

## Borrby
| Namn                          | Lämningstyp                 | Tillkomsttid | Historisk indelning | Plats | Läge                 | ID-nr          | Bild                                      |
| ----------------------------- | --------------------------- | ------------ | ------------------- | ----- | -------------------- | -------------- | ----------------------------------------- |
| Kollhög (Borrby 1:1)          | Hög                         |              | Borrby, Skåne       |       | 55.424542, 14.204603 | 10102900010001 | Ladda upp en bild av detta fornminne      |
| Lunnbjär (Borrby 3:1)         | Hög                         |              | Borrby, Skåne       |       | 55.436087, 14.230250 | 10102900030001 | Ladda upp en bild av detta fornminne      |
| Lunnbjär (Borrby 3:2)         | Hög                         |              | Borrby, Skåne       |       | 55.436021, 14.230068 | 10102900030002 | Ladda upp en bild av detta fornminne      |
| Lunnbjär (Borrby 3:3)         | Hög                         |              | Borrby, Skåne       |       | 55.435893, 14.230084 | 10102900030003 | Ladda upp en bild av detta fornminne      |
| Lunnbjär (Borrby 3:4)         | Hög                         |              | Borrby, Skåne       |       | 55.435936, 14.229835 | 10102900030004 | Ladda upp en bild av detta fornminne      |
| Lunnbjär (Borrby 3:5)         | Hög                         |              | Borrby, Skåne       |       | 55.435945, 14.229952 | 10102900030005 | Ladda upp en bild av detta fornminne      |
| Lunnbjär (Borrby 3:6)         | Hög                         |              | Borrby, Skåne       |       | 55.435817, 14.229807 | 10102900030006 | Ladda upp en bild av detta fornminne      |
| Lunnbjär (Borrby 3:7)         | Hög                         |              | Borrby, Skåne       |       | 55.436045, 14.229117 | 10102900030007 | Ladda upp en bild av detta fornminne      |
| Lunnbjär (Borrby 3:9)         | Hög                         |              | Borrby, Skåne       |       | 55.435761, 14.228671 | 10102900030009 | Ladda upp en bild av detta fornminne      |
| Hillhög (Borrby 4:1)          | Stenkammargrav              |              | Borrby, Skåne       |       | 55.433162, 14.207897 | 10102900040001 | Ladda upp en till bild av detta fornminne |
| Hillhög (Borrby 4:2)          | Hällristning                |              | Borrby, Skåne       |       | 55.433162, 14.207897 | 10102900040002 | Ladda upp en bild av detta fornminne      |
| Gubbenhög, Möhög (Borrby 5:1) | Hög                         |              | Borrby, Skåne       |       | 55.425206, 14.199032 | 10102900050001 | Ladda upp en bild av detta fornminne      |
| Möhög (Vadenhög) (Borrby 6:1) | Hög                         |              | Borrby, Skåne       |       | 55.429327, 14.198940 | 10102900060001 | Ladda upp en bild av detta fornminne      |
| Borrby 7:1                    | Grav- och boplatsområde     |              | Borrby, Skåne       |       | 55.429318, 14.198624 | 10102900070001 | Ladda upp en bild av detta fornminne      |
| St. Fulhög (Borrby 18:1)      | Hög                         |              | Borrby, Skåne       |       | 55.454585, 14.208632 | 10102900180001 | Ladda upp en bild av detta fornminne      |
| Lilla Fullhög (Borrby 19:1)   | Hög                         |              | Borrby, Skåne       |       | 55.452396, 14.204529 | 10102900190001 | Ladda upp en bild av detta fornminne      |
| Lilla Fullhög (Borrby 19:2)   | Hög                         |              | Borrby, Skåne       |       | 55.452824, 14.205434 | 10102900190002 | Ladda upp en bild av detta fornminne      |
| Borrby 21:1                   | Grav markerad av sten/block |              | Borrby, Skåne       |       | 55.450766, 14.144725 | 10102900210001 | Ladda upp en bild av detta fornminne      |
| Borrby 23:1                   | Kyrka/kapell                |              | Borrby, Skåne       |       | 55.471296, 14.199201 | 10102900230001 | Ladda upp en bild av detta fornminne      |
| Borrby 23:2                   | Begravningsplats            |              | Borrby, Skåne       |       | 55.471296, 14.199201 | 10102900230002 | Ladda upp en bild av detta fornminne      |
| Borrby 38:1                   | Hög                         |              | Borrby, Skåne       |       | 55.449345, 14.207557 | 10102900380001 | Ladda upp en bild av detta fornminne      |
| Borrby 38:2                   | Hög                         |              | Borrby, Skåne       |       | 55.449083, 14.207759 | 10102900380002 | Ladda upp en bild av detta fornminne      |
| Borrby 39:1                   | Hög                         |              | Borrby, Skåne       |       | 55.448409, 14.208474 | 10102900390001 | Ladda upp en bild av detta fornminne      |
| Borrby 49:1                   | Hög                         |              | Borrby, Skåne       |       | 55.417121, 14.189506 | 10102900490001 | Ladda upp en bild av detta fornminne      |
| Borrby 50:1                   | Hög                         |              | Borrby, Skåne       |       | 55.419752, 14.191334 | 10102900500001 | Ladda upp en bild av detta fornminne      |
| Bogenhög (Borrby 59:1)        | Hög                         |              | Borrby, Skåne       |       | 55.426667, 14.190953 | 10102900590001 | Ladda upp en bild av detta fornminne      |
| Borrby 60:1                   | Hög                         |              | Borrby, Skåne       |       | 55.442251, 14.207237 | 10102900600001 | Ladda upp en bild av detta fornminne      |
| Toffhög (Borrby 63:1)         | Hög                         |              | Borrby, Skåne       |       | 55.453884, 14.140211 | 10102900630001 | Ladda upp en bild av detta fornminne      |
| Borrby 68:1                   | Hög                         |              | Borrby, Skåne       |       | 55.420518, 14.185485 | 10102900680001 | Ladda upp en bild av detta fornminne      |
| Borrby 71:1                   | Hög                         |              | Borrby, Skåne       |       | 55.450577, 14.152022 | 10102900710001 | Ladda upp en bild av detta fornminne      |
| Borrby 71:2                   | Hög                         |              | Borrby, Skåne       |       | 55.450720, 14.151675 | 10102900710002 | Ladda upp en bild av detta fornminne      |
| Borrby 71:3                   | Hög                         |              | Borrby, Skåne       |       | 55.450887, 14.152334 | 10102900710003 | Ladda upp en bild av detta fornminne      |
| Borrby 72:1                   | Hög                         |              | Borrby, Skåne       |       | 55.454971, 14.162600 | 10102900720001 | Ladda upp en bild av detta fornminne      |

## Gladsax
| Namn                                 | Lämningstyp                 | Tillkomsttid | Historisk indelning | Plats | Läge                 | ID-nr          | Bild                                      |
| ------------------------------------ | --------------------------- | ------------ | ------------------- | ----- | -------------------- | -------------- | ----------------------------------------- |
| Gladsax 1:1                          | Hög                         |              | Gladsax, Skåne      |       | 55.584266, 14.258276 | 10104700010001 | Ladda upp en bild av detta fornminne      |
| Gladsax 2:1                          | Hög                         |              | Gladsax, Skåne      |       | 55.583823, 14.259908 | 10104700020001 | Ladda upp en bild av detta fornminne      |
| Gladsax 3:1                          | Hög                         |              | Gladsax, Skåne      |       | 55.583507, 14.262008 | 10104700030001 | Ladda upp en bild av detta fornminne      |
| Gladsax 5:1                          | Gravfält                    |              | Gladsax, Skåne      |       | 55.583318, 14.265868 | 10104700050001 | Ladda upp en bild av detta fornminne      |
| Gladsax 6:1                          | Hög                         |              | Gladsax, Skåne      |       | 55.573270, 14.276753 | 10104700060001 | Ladda upp en bild av detta fornminne      |
| Gladsax 7:1                          | Hög                         |              | Gladsax, Skåne      |       | 55.573398, 14.278199 | 10104700070001 | Ladda upp en bild av detta fornminne      |
| Gladsax 8:1                          | Stenkammargrav              |              | Gladsax, Skåne      |       | 55.571727, 14.278085 | 10104700080001 | Ladda upp en till bild av detta fornminne |
| Gladsax 8:2                          | Hällristning                |              | Gladsax, Skåne      |       | 55.571734, 14.278077 | 10104700080002 | Ladda upp en bild av detta fornminne      |
| Gladsax 9:1                          | Stenkammargrav              |              | Gladsax, Skåne      |       | 55.568431, 14.276878 | 10104700090001 | Ladda upp en bild av detta fornminne      |
| Gladsax 9:2                          | Hällristning                |              | Gladsax, Skåne      |       | 55.568430, 14.276868 | 10104700090002 | Ladda upp en bild av detta fornminne      |
| Gladsax 9:3                          | Hällristning                |              | Gladsax, Skåne      |       | 55.568433, 14.276868 | 10104700090003 | Ladda upp en bild av detta fornminne      |
| Gladsax 9:4                          | Hällristning                |              | Gladsax, Skåne      |       | 55.568433, 14.276863 | 10104700090004 | Ladda upp en bild av detta fornminne      |
| Gladsax 11:1                         | Hög                         |              | Gladsax, Skåne      |       | 55.600001, 14.275686 | 10104700110001 | Ladda upp en bild av detta fornminne      |
| Gladsaxehus (Gladsax 12:1)           | Borg                        |              | Gladsax, Skåne      |       | 55.561723, 14.288549 | 10104700120001 | Ladda upp en till bild av detta fornminne |
| Gladsax 13:1                         | Hög                         |              | Gladsax, Skåne      |       | 55.573395, 14.291553 | 10104700130001 | Ladda upp en bild av detta fornminne      |
| Lusehög (Gladsax 14:1)               | Hög                         |              | Gladsax, Skåne      |       | 55.573173, 14.288643 | 10104700140001 | Ladda upp en bild av detta fornminne      |
| Munkabacken (Gladsax 15:1)           | Hög                         |              | Gladsax, Skåne      |       | 55.561054, 14.281747 | 10104700150001 | Ladda upp en bild av detta fornminne      |
| Munkabacken (Gladsax 15:2)           | Hög                         |              | Gladsax, Skåne      |       | 55.560857, 14.281695 | 10104700150002 | Ladda upp en bild av detta fornminne      |
| Gladsax 16:1                         | Hällristning                |              | Gladsax, Skåne      |       | 55.559289, 14.285463 | 10104700160001 | Ladda upp en bild av detta fornminne      |
| Gladsax 17:1                         | Hög                         |              | Gladsax, Skåne      |       | 55.576337, 14.295120 | 10104700170001 | Ladda upp en bild av detta fornminne      |
| Gladsax 18:1                         | Hög                         |              | Gladsax, Skåne      |       | 55.576692, 14.294219 | 10104700180001 | Ladda upp en bild av detta fornminne      |
| Gladsax 19:1                         | Hög                         |              | Gladsax, Skåne      |       | 55.577190, 14.293112 | 10104700190001 | Ladda upp en bild av detta fornminne      |
| Gladsax 19:2                         | Hög                         |              | Gladsax, Skåne      |       | 55.577122, 14.293621 | 10104700190002 | Ladda upp en bild av detta fornminne      |
| Gladsax 22:1                         | Hög                         |              | Gladsax, Skåne      |       | 55.569034, 14.330080 | 10104700220001 | Ladda upp en bild av detta fornminne      |
| Gladsax 23:1                         | Stenkammargrav              |              | Gladsax, Skåne      |       | 55.569339, 14.327354 | 10104700230001 | Ladda upp en bild av detta fornminne      |
| Fläskhög (Gladsax 24:1)              | Hög                         |              | Gladsax, Skåne      |       | 55.568131, 14.321772 | 10104700240001 | Ladda upp en bild av detta fornminne      |
| Gladsax 25:1                         | Hög                         |              | Gladsax, Skåne      |       | 55.562738, 14.282366 | 10104700250001 | Ladda upp en bild av detta fornminne      |
| Gladsax 29:1                         | Gravfält                    |              | Gladsax, Skåne      |       | 55.580028, 14.272654 | 10104700290001 | Ladda upp en bild av detta fornminne      |
| Gladsax 30:1                         | Hög                         |              | Gladsax, Skåne      |       | 55.564910, 14.291578 | 10104700300001 | Ladda upp en bild av detta fornminne      |
| Gladsax 31:1                         | Hög                         |              | Gladsax, Skåne      |       | 55.571956, 14.314157 | 10104700310001 | Ladda upp en bild av detta fornminne      |
| Gladsax 32:1                         | Hällristning                |              | Gladsax, Skåne      |       | 55.563929, 14.310963 | 10104700320001 | Ladda upp en bild av detta fornminne      |
| Gladsax 33:1                         | Stensättning                |              | Gladsax, Skåne      |       | 55.575950, 14.299257 | 10104700330001 | Ladda upp en bild av detta fornminne      |
| Gladsax 33:2                         | Hällristning                |              | Gladsax, Skåne      |       | 55.575841, 14.299171 | 10104700330002 | Ladda upp en bild av detta fornminne      |
| Gladsax 33:3                         | Hällristning                |              | Gladsax, Skåne      |       | 55.575934, 14.299247 | 10104700330003 | Ladda upp en bild av detta fornminne      |
| Gladsax 33:4                         | Stensättning                |              | Gladsax, Skåne      |       | 55.575726, 14.299346 | 10104700330004 | Ladda upp en bild av detta fornminne      |
| Gladsax 33:5                         | Hög                         |              | Gladsax, Skåne      |       | 55.575726, 14.299773 | 10104700330005 | Ladda upp en bild av detta fornminne      |
| Gladsax 34:1                         | Hög                         |              | Gladsax, Skåne      |       | 55.572682, 14.299425 | 10104700340001 | Ladda upp en bild av detta fornminne      |
| Gladsax 35:1                         | Begravningsplats            |              | Gladsax, Skåne      |       | 55.597274, 14.308413 | 10104700350001 | Ladda upp en till bild av detta fornminne |
| Gladsax 36:1                         | Röse                        |              | Gladsax, Skåne      |       | 55.588957, 14.320581 | 10104700360001 | Ladda upp en bild av detta fornminne      |
| Gladsax 38:1                         | Stensättning                |              | Gladsax, Skåne      |       | 55.580993, 14.322089 | 10104700380001 | Ladda upp en bild av detta fornminne      |
| Gladsax 40:1                         | Hög                         |              | Gladsax, Skåne      |       | 55.553143, 14.317466 | 10104700400001 | Ladda upp en bild av detta fornminne      |
| Gladsax 40:2                         | Stensättning                |              | Gladsax, Skåne      |       | 55.552927, 14.317426 | 10104700400002 | Ladda upp en bild av detta fornminne      |
| Kvegshög (Gladsax 41:1)              | Hög                         |              | Gladsax, Skåne      |       | 55.549387, 14.310163 | 10104700410001 | Ladda upp en till bild av detta fornminne |
| Stenstuan (Bruzelius) (Gladsax 42:1) | Stenkammargrav              |              | Gladsax, Skåne      |       | 55.548033, 14.311554 | 10104700420001 | Ladda upp en till bild av detta fornminne |
| Pickesten (Gladsax 43:1)             | Grav markerad av sten/block |              | Gladsax, Skåne      |       | 55.547605, 14.313065 | 10104700430001 | Ladda upp en till bild av detta fornminne |
| Gladsax 44:1                         | Stensättning                |              | Gladsax, Skåne      |       | 55.570792, 14.305528 | 10104700440001 | Ladda upp en bild av detta fornminne      |
| Gladsax 44:2                         | Stensättning                |              | Gladsax, Skåne      |       | 55.570587, 14.304933 | 10104700440002 | Ladda upp en bild av detta fornminne      |
| Gladsax 45:1                         | Hällristning                |              | Gladsax, Skåne      |       | 55.593209, 14.313889 | 10104700450001 | Ladda upp en bild av detta fornminne      |
| Rävahög (Gladsax 62:1)               | Hög                         |              | Gladsax, Skåne      |       | 55.554718, 14.264328 | 10104700620001 | Ladda upp en bild av detta fornminne      |
| Gladsax 63:1                         | Stensättning                |              | Gladsax, Skåne      |       | 55.547345, 14.259822 | 10104700630001 | Ladda upp en bild av detta fornminne      |
| Gladsax 63:2                         | Hög                         |              | Gladsax, Skåne      |       | 55.547440, 14.260177 | 10104700630002 | Ladda upp en bild av detta fornminne      |
| Gladsax 68:1                         | Hög                         |              | Gladsax, Skåne      |       | 55.572068, 14.283376 | 10104700680001 | Ladda upp en bild av detta fornminne      |
| Gladsax 71:1                         | Hög                         |              | Gladsax, Skåne      |       | 55.568636, 14.283867 | 10104700710001 | Ladda upp en bild av detta fornminne      |
| Gladsax 72:1                         | Hög                         |              | Gladsax, Skåne      |       | 55.567806, 14.285265 | 10104700720001 | Ladda upp en bild av detta fornminne      |
| Gladsax 75:1                         | Hög                         |              | Gladsax, Skåne      |       | 55.570979, 14.290834 | 10104700750001 | Ladda upp en bild av detta fornminne      |
| Gladsax 76:1                         | Hög                         |              | Gladsax, Skåne      |       | 55.572619, 14.295933 | 10104700760001 | Ladda upp en bild av detta fornminne      |
| Gladsax 78:1                         | Hög                         |              | Gladsax, Skåne      |       | 55.573849, 14.296344 | 10104700780001 | Ladda upp en bild av detta fornminne      |
| Gladsax 80:1                         | Hög                         |              | Gladsax, Skåne      |       | 55.564563, 14.273233 | 10104700800001 | Ladda upp en bild av detta fornminne      |
| Gladsax 82:1                         | Stensättning                |              | Gladsax, Skåne      |       | 55.560507, 14.282544 | 10104700820001 | Ladda upp en bild av detta fornminne      |
| Harahög (Gladsax 85:1)               | Hög                         |              | Gladsax, Skåne      |       | 55.561932, 14.269236 | 10104700850001 | Ladda upp en bild av detta fornminne      |
| Klavasten (Gladsax 90:1)             | Hällristning                |              | Gladsax, Skåne      |       | 55.571369, 14.298200 | 10104700900001 | Ladda upp en bild av detta fornminne      |
| Frankhög (Gladsax 96:1)              | Hög                         |              | Gladsax, Skåne      |       | 55.565986, 14.314875 | 10104700960001 | Ladda upp en bild av detta fornminne      |
| Gladsax 97:1                         | Hög                         |              | Gladsax, Skåne      |       | 55.565479, 14.316575 | 10104700970001 | Ladda upp en bild av detta fornminne      |
| Gladsax 98:1                         | Hällristning                |              | Gladsax, Skåne      |       | 55.570932, 14.303096 | 10104700980001 | Ladda upp en bild av detta fornminne      |
| Gladsax 99:1                         | Hällristning                |              | Gladsax, Skåne      |       | 55.570791, 14.303880 | 10104700990001 | Ladda upp en bild av detta fornminne      |
| Gladsax 99:2                         | Hällristning                |              | Gladsax, Skåne      |       | 55.570788, 14.304348 | 10104700990002 | Ladda upp en bild av detta fornminne      |
| Gladsax 100:1                        | Hällristning                |              | Gladsax, Skåne      |       | 55.570408, 14.305227 | 10104701000001 | Ladda upp en bild av detta fornminne      |
| Gladsax 101:1                        | Hällristning                |              | Gladsax, Skåne      |       | 55.570007, 14.305640 | 10104701010001 | Ladda upp en bild av detta fornminne      |
| Gladsax 101:2                        | Hällristning                |              | Gladsax, Skåne      |       | 55.569918, 14.305779 | 10104701010002 | Ladda upp en bild av detta fornminne      |
| Gladsax 102:1                        | Hällristning                |              | Gladsax, Skåne      |       | 55.569880, 14.308084 | 10104701020001 | Ladda upp en bild av detta fornminne      |
| Gladsax 103:1                        | Hällristning                |              | Gladsax, Skåne      |       | 55.568970, 14.307105 | 10104701030001 | Ladda upp en bild av detta fornminne      |
| Gladsax 103:2                        | Hällristning                |              | Gladsax, Skåne      |       | 55.568952, 14.307707 | 10104701030002 | Ladda upp en bild av detta fornminne      |
| Gladsax 103:3                        | Hällristning                |              | Gladsax, Skåne      |       | 55.568574, 14.307686 | 10104701030003 | Ladda upp en bild av detta fornminne      |
| Gladsax 103:4                        | Hällristning                |              | Gladsax, Skåne      |       | 55.568477, 14.307962 | 10104701030004 | Ladda upp en bild av detta fornminne      |
| Gladsax 103:5                        | Hällristning                |              | Gladsax, Skåne      |       | 55.568189, 14.307483 | 10104701030005 | Ladda upp en bild av detta fornminne      |
| Gladsax 103:6                        | Hällristning                |              | Gladsax, Skåne      |       | 55.567923, 14.307160 | 10104701030006 | Ladda upp en bild av detta fornminne      |
| Gladsax 104:1                        | Hällristning                |              | Gladsax, Skåne      |       | 55.567265, 14.308617 | 10104701040001 | Ladda upp en bild av detta fornminne      |
| Gladsax 105:1                        | Hällristning                |              | Gladsax, Skåne      |       | 55.569149, 14.310606 | 10104701050001 | Ladda upp en bild av detta fornminne      |
| Gladsax 106:1                        | Hällristning                |              | Gladsax, Skåne      |       | 55.576174, 14.311376 | 10104701060001 | Ladda upp en bild av detta fornminne      |
| Gladsax 107:1                        | Hällristning                |              | Gladsax, Skåne      |       | 55.576165, 14.310103 | 10104701070001 | Ladda upp en bild av detta fornminne      |
| Gladsax 108:1                        | Hällristning                |              | Gladsax, Skåne      |       | 55.576217, 14.308428 | 10104701080001 | Ladda upp en bild av detta fornminne      |
| Gladsax 108:2                        | Hällristning                |              | Gladsax, Skåne      |       | 55.576150, 14.308341 | 10104701080002 | Ladda upp en bild av detta fornminne      |
| Gladsax 108:3                        | Hällristning                |              | Gladsax, Skåne      |       | 55.576264, 14.308216 | 10104701080003 | Ladda upp en bild av detta fornminne      |
| Gladsax 109:1                        | Hällristning                |              | Gladsax, Skåne      |       | 55.575912, 14.307297 | 10104701090001 | Ladda upp en bild av detta fornminne      |
| Gladsax 110:1                        | Hällristning                |              | Gladsax, Skåne      |       | 55.575975, 14.305816 | 10104701100001 | Ladda upp en bild av detta fornminne      |
| Gladsax 111:1                        | Hällristning                |              | Gladsax, Skåne      |       | 55.576327, 14.304602 | 10104701110001 | Ladda upp en bild av detta fornminne      |
| Gladsax 112:1                        | Hög                         |              | Gladsax, Skåne      |       | 55.571719, 14.322307 | 10104701120001 | Ladda upp en bild av detta fornminne      |
| Gladsax 113:1                        | Hällristning                |              | Gladsax, Skåne      |       | 55.576253, 14.295576 | 10104701130001 | Ladda upp en bild av detta fornminne      |
| Gladsax 114:1                        | Hällristning                |              | Gladsax, Skåne      |       | 55.575763, 14.295289 | 10104701140001 | Ladda upp en bild av detta fornminne      |
| Gladsax 115:1                        | Hällristning                |              | Gladsax, Skåne      |       | 55.577997, 14.298814 | 10104701150001 | Ladda upp en bild av detta fornminne      |
| Gladsax 115:2                        | Hällristning                |              | Gladsax, Skåne      |       | 55.578062, 14.298961 | 10104701150002 | Ladda upp en bild av detta fornminne      |
| Gladsax 116:1                        | Hällristning                |              | Gladsax, Skåne      |       | 55.547315, 14.260116 | 10104701160001 | Ladda upp en bild av detta fornminne      |
| Gladsax 116:2                        | Hällristning                |              | Gladsax, Skåne      |       | 55.547325, 14.260116 | 10104701160002 | Ladda upp en bild av detta fornminne      |
| Gladsax 117:1                        | Hög                         |              | Gladsax, Skåne      |       | 55.598747, 14.306866 | 10104701170001 | Ladda upp en bild av detta fornminne      |
| Gladsax 119:1                        | Hög                         |              | Gladsax, Skåne      |       | 55.593701, 14.263044 | 10104701190001 | Ladda upp en bild av detta fornminne      |
| Gladsax 131:1                        | Hög                         |              | Gladsax, Skåne      |       | 55.591724, 14.258030 | 10104701310001 | Ladda upp en bild av detta fornminne      |
| Gladsax 131:2                        | Stensättning                |              | Gladsax, Skåne      |       | 55.591369, 14.258504 | 10104701310002 | Ladda upp en bild av detta fornminne      |
| Gladsax 131:3                        | Stensättning                |              | Gladsax, Skåne      |       | 55.591193, 14.258719 | 10104701310003 | Ladda upp en bild av detta fornminne      |
| Kellingarör (Gladsax 139:1)          | Röse                        |              | Gladsax, Skåne      |       | 55.571145, 14.318694 | 10104701390001 | Ladda upp en bild av detta fornminne      |

## Hammenhög
| Namn                        | Lämningstyp    | Tillkomsttid | Historisk indelning | Plats | Läge                 | ID-nr          | Bild                                 |
| --------------------------- | -------------- | ------------ | ------------------- | ----- | -------------------- | -------------- | ------------------------------------ |
| Hammens hög (Hammenhög 1:1) | Hög            |              | Hammenhög, Skåne    |       | 55.512080, 14.139514 | 10105600010001 | Ladda upp en bild av detta fornminne |
| Hammenhög 2:1               | Stenkammargrav |              | Hammenhög, Skåne    |       | 55.513160, 14.142677 | 10105600020001 | Ladda upp en bild av detta fornminne |
| Hammenhög 3:1               | Hög            |              | Hammenhög, Skåne    |       | 55.514693, 14.142044 | 10105600030001 | Ladda upp en bild av detta fornminne |
| Hammenhög 3:2               | Hög            |              | Hammenhög, Skåne    |       | 55.514476, 14.142448 | 10105600030002 | Ladda upp en bild av detta fornminne |
| Rohlshög (Hammenhög 4:1)    | Hög            |              | Hammenhög, Skåne    |       | 55.508946, 14.146365 | 10105600040001 | Ladda upp en bild av detta fornminne |
| Hammenhög 5:1               | Hög            |              | Hammenhög, Skåne    |       | 55.491278, 14.151951 | 10105600050001 | Ladda upp en bild av detta fornminne |
| Hammenhög 6:1               | Hällristning   |              | Hammenhög, Skåne    |       | 55.490156, 14.156954 | 10105600060001 | Ladda upp en bild av detta fornminne |
| Hammenhög 18:1              | Hög            |              | Hammenhög, Skåne    |       | 55.507643, 14.124565 | 10105600180001 | Ladda upp en bild av detta fornminne |
| Hammenhög 32:1              | Hög            |              | Hammenhög, Skåne    |       | 55.487433, 14.147444 | 10105600320001 | Ladda upp en bild av detta fornminne |

## Hannas
| Namn                  | Lämningstyp | Tillkomsttid | Historisk indelning | Plats | Läge                 | ID-nr          | Bild                                 |
| --------------------- | ----------- | ------------ | ------------------- | ----- | -------------------- | -------------- | ------------------------------------ |
| Hanahög (Hannas 13:1) | Hög         |              | Hannas, Skåne       |       | 55.483238, 14.085303 | 10105700130001 | Ladda upp en bild av detta fornminne |
| Hanahög (Hannas 13:2) | Hög         |              | Hannas, Skåne       |       | 55.482919, 14.085164 | 10105700130002 | Ladda upp en bild av detta fornminne |

## Järrestad
| Namn                                      | Lämningstyp             | Tillkomsttid | Historisk indelning | Plats | Läge                 | ID-nr          | Bild                                      |
| ----------------------------------------- | ----------------------- | ------------ | ------------------- | ----- | -------------------- | -------------- | ----------------------------------------- |
| Järrestad 1:1                             | Stenkammargrav          |              | Järrestad, Skåne    |       | 55.547016, 14.285027 | 10107300010001 | Ladda upp en bild av detta fornminne      |
| Järrestad 2:1                             | Hög                     |              | Järrestad, Skåne    |       | 55.547981, 14.288744 | 10107300020001 | Ladda upp en bild av detta fornminne      |
| Järrestad 3:1                             | Gravfält                |              | Järrestad, Skåne    |       | 55.547849, 14.289751 | 10107300030001 | Ladda upp en bild av detta fornminne      |
| Järrestad 5:1                             | Hög                     |              | Järrestad, Skåne    |       | 55.546967, 14.292127 | 10107300050001 | Ladda upp en bild av detta fornminne      |
| Järrestad 6:1                             | Stensättning            |              | Järrestad, Skåne    |       | 55.547942, 14.292515 | 10107300060001 | Ladda upp en bild av detta fornminne      |
| Jarlsdösen, Kycklinghönan (Järrestad 7:1) | Stenkammargrav          |              | Järrestad, Skåne    |       | 55.537958, 14.277906 | 10107300070001 | Ladda upp en till bild av detta fornminne |
| Järrestad 8:1                             | Hög                     |              | Järrestad, Skåne    |       | 55.535480, 14.277446 | 10107300080001 | Ladda upp en bild av detta fornminne      |
| Jarlafruns dös (Järrestad 12:1)           | Stenkammargrav          |              | Järrestad, Skåne    |       | 55.533742, 14.266123 | 10107300120001 | Ladda upp en bild av detta fornminne      |
| Järrestad 12:2                            | Hällristning            |              | Järrestad, Skåne    |       | 55.533743, 14.266112 | 10107300120002 | Ladda upp en bild av detta fornminne      |
| Järrestad 12:3                            | Hällristning            |              | Järrestad, Skåne    |       | 55.533740, 14.266108 | 10107300120003 | Ladda upp en bild av detta fornminne      |
| Järrestad 13:1                            | Hällristning            |              | Järrestad, Skåne    |       | 55.550239, 14.279128 | 10107300130001 | Ladda upp en till bild av detta fornminne |
| Järrestad 13:2                            | Hög                     |              | Järrestad, Skåne    |       | 55.550226, 14.278840 | 10107300130002 | Ladda upp en bild av detta fornminne      |
| Järrestad 13:3                            | Hög                     |              | Järrestad, Skåne    |       | 55.550327, 14.278820 | 10107300130003 | Ladda upp en bild av detta fornminne      |
| Järrestad 13:4                            | Hög                     |              | Järrestad, Skåne    |       | 55.550406, 14.279074 | 10107300130004 | Ladda upp en bild av detta fornminne      |
| Järrestad 14:1                            | Hällristning            |              | Järrestad, Skåne    |       | 55.548557, 14.278979 | 10107300140001 | Ladda upp en bild av detta fornminne      |
| Järrestad 14:2                            | Hällristning            |              | Järrestad, Skåne    |       | 55.548467, 14.278976 | 10107300140002 | Ladda upp en bild av detta fornminne      |
| Järrestad 15:1                            | Stensättning            |              | Järrestad, Skåne    |       | 55.549397, 14.278852 | 10107300150001 | Ladda upp en bild av detta fornminne      |
| Järrestad 16:1                            | Hög                     |              | Järrestad, Skåne    |       | 55.556720, 14.316685 | 10107300160001 | Ladda upp en bild av detta fornminne      |
| Järrestad 16:2                            | Hög                     |              | Järrestad, Skåne    |       | 55.556609, 14.316120 | 10107300160002 | Ladda upp en bild av detta fornminne      |
| Järrestad 17:1                            | Hög                     |              | Järrestad, Skåne    |       | 55.555871, 14.315600 | 10107300170001 | Ladda upp en bild av detta fornminne      |
| Järrestad 17:2                            | Hög                     |              | Järrestad, Skåne    |       | 55.555887, 14.315184 | 10107300170002 | Ladda upp en bild av detta fornminne      |
| Järrestad 18:1                            | Stensättning            |              | Järrestad, Skåne    |       | 55.547533, 14.288977 | 10107300180001 | Ladda upp en bild av detta fornminne      |
| Järrestad 18:2                            | Stensättning            |              | Järrestad, Skåne    |       | 55.547376, 14.289208 | 10107300180002 | Ladda upp en bild av detta fornminne      |
| Järrestad 18:3                            | Stensättning            |              | Järrestad, Skåne    |       | 55.547270, 14.288853 | 10107300180003 | Ladda upp en bild av detta fornminne      |
| Järrestad 19:1                            | Stensättning            |              | Järrestad, Skåne    |       | 55.546869, 14.288151 | 10107300190001 | Ladda upp en bild av detta fornminne      |
| Järrestad 25:1                            | Hög                     |              | Järrestad, Skåne    |       | 55.547285, 14.292918 | 10107300250001 | Ladda upp en bild av detta fornminne      |
| Järrestad 31:1                            | Stensättning            |              | Järrestad, Skåne    |       | 55.548992, 14.285113 | 10107300310001 | Ladda upp en bild av detta fornminne      |
| Järrestad 32:1                            | Stensättning            |              | Järrestad, Skåne    |       | 55.548222, 14.289131 | 10107300320001 | Ladda upp en bild av detta fornminne      |
| Järrestad 36:1                            | Hög                     |              | Järrestad, Skåne    |       | 55.548150, 14.304902 | 10107300360001 | Ladda upp en bild av detta fornminne      |
| Järrestad 37:1                            | Hög                     |              | Järrestad, Skåne    |       | 55.546593, 14.304413 | 10107300370001 | Ladda upp en bild av detta fornminne      |
| Järrestad 40:1                            | Grav- och boplatsområde |              | Järrestad, Skåne    |       | 55.548307, 14.266360 | 10107300400001 | Ladda upp en bild av detta fornminne      |
| Järrestad 44:1                            | Grav- och boplatsområde |              | Järrestad, Skåne    |       | 55.535343, 14.275607 | 10107300440001 | Ladda upp en bild av detta fornminne      |
| Järrestad 45:1                            | Grav- och boplatsområde |              | Järrestad, Skåne    |       | 55.536216, 14.282874 | 10107300450001 | Ladda upp en bild av detta fornminne      |
| Järrestad 50:1                            | Grav- och boplatsområde |              | Järrestad, Skåne    |       | 55.535153, 14.293371 | 10107300500001 | Ladda upp en bild av detta fornminne      |
| Järrestad 52:1                            | Hög                     |              | Järrestad, Skåne    |       | 55.532291, 14.276621 | 10107300520001 | Ladda upp en bild av detta fornminne      |
| Järrestad 56:1                            | Hög                     |              | Järrestad, Skåne    |       | 55.542836, 14.260301 | 10107300560001 | Ladda upp en bild av detta fornminne      |
| Järrestad 56:2                            | Hög                     |              | Järrestad, Skåne    |       | 55.542780, 14.260582 | 10107300560002 | Ladda upp en bild av detta fornminne      |
| Järrestad 56:3                            | Hög                     |              | Järrestad, Skåne    |       | 55.543002, 14.261074 | 10107300560003 | Ladda upp en bild av detta fornminne      |
| Järrestad 58:1                            | Hällristning            |              | Järrestad, Skåne    |       | 55.546872, 14.271909 | 10107300580001 | Ladda upp en bild av detta fornminne      |
| Järrestad 59:1                            | Hällristning            |              | Järrestad, Skåne    |       | 55.548478, 14.277395 | 10107300590001 | Ladda upp en bild av detta fornminne      |
| Järrestad 59:2                            | Hällristning            |              | Järrestad, Skåne    |       | 55.548353, 14.277483 | 10107300590002 | Ladda upp en bild av detta fornminne      |
| Järrestad 60:1                            | Hällristning            |              | Järrestad, Skåne    |       | 55.543452, 14.259572 | 10107300600001 | Ladda upp en bild av detta fornminne      |
| Järrestad 61:1                            | Hällristning            |              | Järrestad, Skåne    |       | 55.544227, 14.259140 | 10107300610001 | Ladda upp en bild av detta fornminne      |
| Järrestad 62:1                            | Hällristning            |              | Järrestad, Skåne    |       | 55.545528, 14.261209 | 10107300620001 | Ladda upp en bild av detta fornminne      |
| Järrestad 62:2                            | Hällristning            |              | Järrestad, Skåne    |       | 55.545458, 14.261123 | 10107300620002 | Ladda upp en bild av detta fornminne      |
| Järrestad 66:1                            | Grav- och boplatsområde |              | Järrestad, Skåne    |       | 55.555121, 14.317597 | 10107300660001 | Ladda upp en bild av detta fornminne      |

## Ravlunda
| Namn                            | Lämningstyp                 | Tillkomsttid | Historisk indelning | Plats | Läge                 | ID-nr          | Bild                                      |
| ------------------------------- | --------------------------- | ------------ | ------------------- | ----- | -------------------- | -------------- | ----------------------------------------- |
| Lingers kulle (Ravlunda 1:1)    | Hög                         |              | Ravlunda, Skåne     |       | 55.714278, 14.134476 | 10110500010001 | Ladda upp en bild av detta fornminne      |
| Roberts Kulle (Ravlunda 2:1)    | Hög                         |              | Ravlunda, Skåne     |       | 55.714797, 14.130258 | 10110500020001 | Ladda upp en bild av detta fornminne      |
| Sonakullarna (Ravlunda 3:1)     | Hög                         |              | Ravlunda, Skåne     |       | 55.712686, 14.128825 | 10110500030001 | Ladda upp en bild av detta fornminne      |
| Sonakullarna (Ravlunda 4:1)     | Hög                         |              | Ravlunda, Skåne     |       | 55.712138, 14.127878 | 10110500040001 | Ladda upp en bild av detta fornminne      |
| Sivers kulle (Ravlunda 6:1)     | Hög                         |              | Ravlunda, Skåne     |       | 55.714323, 14.123197 | 10110500060001 | Ladda upp en bild av detta fornminne      |
| Ravlunda 9:1                    | Stensättning                |              | Ravlunda, Skåne     |       | 55.714065, 14.113322 | 10110500090001 | Ladda upp en bild av detta fornminne      |
| Ravlunda 10:1                   | Stensättning                |              | Ravlunda, Skåne     |       | 55.714202, 14.112072 | 10110500100001 | Ladda upp en bild av detta fornminne      |
| Ravlunda 10:2                   | Stensättning                |              | Ravlunda, Skåne     |       | 55.714359, 14.111777 | 10110500100002 | Ladda upp en bild av detta fornminne      |
| Drottningstenen (Ravlunda 11:1) | Gravfält                    |              | Ravlunda, Skåne     |       | 55.715255, 14.112673 | 10110500110001 | Ladda upp en bild av detta fornminne      |
| Ravlunda 12:1                   | Hög                         |              | Ravlunda, Skåne     |       | 55.714977, 14.111543 | 10110500120001 | Ladda upp en bild av detta fornminne      |
| Ravlunda 13:1                   | Hög                         |              | Ravlunda, Skåne     |       | 55.714586, 14.110074 | 10110500130001 | Ladda upp en bild av detta fornminne      |
| Ravlunda 14:1                   | Stensättning                |              | Ravlunda, Skåne     |       | 55.713647, 14.111442 | 10110500140001 | Ladda upp en bild av detta fornminne      |
| Ravlunda 15:1                   | Stensättning                |              | Ravlunda, Skåne     |       | 55.700320, 14.106937 | 10110500150001 | Ladda upp en bild av detta fornminne      |
| Ravlunda 16:1                   | Hög                         |              | Ravlunda, Skåne     |       | 55.700314, 14.108495 | 10110500160001 | Ladda upp en bild av detta fornminne      |
| Ravlunda 17:1                   | Stensättning                |              | Ravlunda, Skåne     |       | 55.704312, 14.105834 | 10110500170001 | Ladda upp en bild av detta fornminne      |
| Grävsvinskullen (Ravlunda 18:1) | Hög                         |              | Ravlunda, Skåne     |       | 55.700892, 14.116771 | 10110500180001 | Ladda upp en bild av detta fornminne      |
| Ravlunda 19:1                   | Stensättning                |              | Ravlunda, Skåne     |       | 55.700881, 14.114291 | 10110500190001 | Ladda upp en bild av detta fornminne      |
| Ravlunda 20:1                   | Röse                        |              | Ravlunda, Skåne     |       | 55.691611, 14.089056 | 10110500200001 | Ladda upp en bild av detta fornminne      |
| Ravlunda 21:1                   | Stensättning                |              | Ravlunda, Skåne     |       | 55.691441, 14.087198 | 10110500210001 | Ladda upp en bild av detta fornminne      |
| Ravlunda 22:1                   | Gravfält                    |              | Ravlunda, Skåne     |       | 55.738824, 14.090160 | 10110500220001 | Ladda upp en bild av detta fornminne      |
| Ravlunda 24:1                   | Stenkrets                   |              | Ravlunda, Skåne     |       | 55.742358, 14.133123 | 10110500240001 | Ladda upp en bild av detta fornminne      |
| Ravlunda 25:1                   | Stenkammargrav              |              | Ravlunda, Skåne     |       | 55.748782, 14.172198 | 10110500250001 | Ladda upp en bild av detta fornminne      |
| Knäbäcksdösen (Ravlunda 26:1)   | Stenkammargrav              |              | Ravlunda, Skåne     |       | 55.747805, 14.173357 | 10110500260001 | Ladda upp en till bild av detta fornminne |
| Syskonhögarna (Ravlunda 28:1)   | Hög                         |              | Ravlunda, Skåne     |       | 55.717568, 14.150321 | 10110500280001 | Ladda upp en bild av detta fornminne      |
| Syskonhögarna (Ravlunda 28:2)   | Hög                         |              | Ravlunda, Skåne     |       | 55.717301, 14.149806 | 10110500280002 | Ladda upp en bild av detta fornminne      |
| Syskonhögarna (Ravlunda 28:3)   | Hög                         |              | Ravlunda, Skåne     |       | 55.717053, 14.150086 | 10110500280003 | Ladda upp en bild av detta fornminne      |
| Syskonhögarna (Ravlunda 28:4)   | Stensättning                |              | Ravlunda, Skåne     |       | 55.717250, 14.149577 | 10110500280004 | Ladda upp en bild av detta fornminne      |
| Ravlunda 29:1                   | Hög                         |              | Ravlunda, Skåne     |       | 55.716732, 14.147393 | 10110500290001 | Ladda upp en bild av detta fornminne      |
| Vallabacken (Ravlunda 30:1)     | Borg                        |              | Ravlunda, Skåne     |       | 55.712742, 14.150771 | 10110500300001 | Ladda upp en bild av detta fornminne      |
| Smedjebacken (Ravlunda 31:1)    | Hög                         |              | Ravlunda, Skåne     |       | 55.712675, 14.154233 | 10110500310001 | Ladda upp en bild av detta fornminne      |
| Brunne hög (Ravlunda 32:1)      | Hög                         |              | Ravlunda, Skåne     |       | 55.713722, 14.156594 | 10110500320001 | Ladda upp en bild av detta fornminne      |
| Ravlunda 33:1                   | Stenkrets                   |              | Ravlunda, Skåne     |       | 55.722484, 14.172625 | 10110500330001 | Ladda upp en till bild av detta fornminne |
| Ravlunda 33:2                   | Hög                         |              | Ravlunda, Skåne     |       | 55.722508, 14.172402 | 10110500330002 | Ladda upp en bild av detta fornminne      |
| Ravlunda 34:1                   | Stensättning                |              | Ravlunda, Skåne     |       | 55.731370, 14.158051 | 10110500340001 | Ladda upp en bild av detta fornminne      |
| Ravlunda 34:2                   | Stensättning                |              | Ravlunda, Skåne     |       | 55.731286, 14.157816 | 10110500340002 | Ladda upp en bild av detta fornminne      |
| Ravlunda 35:1                   | Hög                         |              | Ravlunda, Skåne     |       | 55.730851, 14.163308 | 10110500350001 | Ladda upp en bild av detta fornminne      |
| Ravlunda 35:2                   | Stensättning                |              | Ravlunda, Skåne     |       | 55.731228, 14.162799 | 10110500350002 | Ladda upp en bild av detta fornminne      |
| Ravlunda 36:1                   | Stensättning                |              | Ravlunda, Skåne     |       | 55.730557, 14.164911 | 10110500360001 | Ladda upp en bild av detta fornminne      |
| Ravlunda 36:2                   | Hög                         |              | Ravlunda, Skåne     |       | 55.730506, 14.165135 | 10110500360002 | Ladda upp en bild av detta fornminne      |
| Ravlunda 36:3                   | Hög                         |              | Ravlunda, Skåne     |       | 55.730436, 14.165297 | 10110500360003 | Ladda upp en bild av detta fornminne      |
| Ravlunda 37:1                   | Stensättning                |              | Ravlunda, Skåne     |       | 55.739530, 14.162344 | 10110500370001 | Ladda upp en bild av detta fornminne      |
| Ravlunda 37:2                   | Stensättning                |              | Ravlunda, Skåne     |       | 55.739684, 14.163244 | 10110500370002 | Ladda upp en bild av detta fornminne      |
| Mormors kulle (Ravlunda 38:1)   | Hög                         |              | Ravlunda, Skåne     |       | 55.742435, 14.176541 | 10110500380001 | Ladda upp en bild av detta fornminne      |
| Ravlunda 39:1                   | Stensättning                |              | Ravlunda, Skåne     |       | 55.733424, 14.151289 | 10110500390001 | Ladda upp en bild av detta fornminne      |
| Ravlunda 39:2                   | Stensättning                |              | Ravlunda, Skåne     |       | 55.733242, 14.151225 | 10110500390002 | Ladda upp en bild av detta fornminne      |
| Havängsdösen (Ravlunda 40:1)    | Stenkammargrav              |              | Ravlunda, Skåne     |       | 55.726078, 14.194505 | 10110500400001 | Ladda upp en till bild av detta fornminne |
| Ravlunda 41:1                   | Hällristning                |              | Ravlunda, Skåne     |       | 55.725409, 14.191251 | 10110500410001 | Ladda upp en bild av detta fornminne      |
| Ravlunda 42:1                   | Gravfält                    |              | Ravlunda, Skåne     |       | 55.724319, 14.186478 | 10110500420001 | Ladda upp en bild av detta fornminne      |
| Ravlunda 43:1                   | Gravfält                    |              | Ravlunda, Skåne     |       | 55.724111, 14.184871 | 10110500430001 | Ladda upp en till bild av detta fornminne |
| Ravlunda 44:1                   | Grav markerad av sten/block |              | Ravlunda, Skåne     |       | 55.723953, 14.183187 | 10110500440001 | Ladda upp en bild av detta fornminne      |
| Ravlunda 44:2                   | Grav markerad av sten/block |              | Ravlunda, Skåne     |       | 55.723856, 14.183302 | 10110500440002 | Ladda upp en bild av detta fornminne      |
| Ravlunda 44:3                   | Grav markerad av sten/block |              | Ravlunda, Skåne     |       | 55.723925, 14.183061 | 10110500440003 | Ladda upp en bild av detta fornminne      |
| Ravlunda 44:4                   | Grav markerad av sten/block |              | Ravlunda, Skåne     |       | 55.723852, 14.182984 | 10110500440004 | Ladda upp en bild av detta fornminne      |
| Ravlunda 45:1                   | Gravfält                    |              | Ravlunda, Skåne     |       | 55.722849, 14.182322 | 10110500450001 | Ladda upp en bild av detta fornminne      |
| Ravlunda 46:1                   | Gravfält                    |              | Ravlunda, Skåne     |       | 55.723153, 14.187446 | 10110500460001 | Ladda upp en bild av detta fornminne      |
| Ravlunda 47:1                   | Hög                         |              | Ravlunda, Skåne     |       | 55.723486, 14.175135 | 10110500470001 | Ladda upp en bild av detta fornminne      |
| Ravlunda 48:1                   | Grav markerad av sten/block |              | Ravlunda, Skåne     |       | 55.723993, 14.179859 | 10110500480001 | Ladda upp en bild av detta fornminne      |
| Ravlunda 48:2                   | Grav markerad av sten/block |              | Ravlunda, Skåne     |       | 55.723746, 14.179455 | 10110500480002 | Ladda upp en bild av detta fornminne      |
| Ravlunda 48:3                   | Grav markerad av sten/block |              | Ravlunda, Skåne     |       | 55.723760, 14.179152 | 10110500480003 | Ladda upp en bild av detta fornminne      |
| Ravlunda 50:1                   | Hög                         |              | Ravlunda, Skåne     |       | 55.718734, 14.194310 | 10110500500001 | Ladda upp en bild av detta fornminne      |
| Kungagraven (Ravlunda 51:1)     | Hög                         |              | Ravlunda, Skåne     |       | 55.718037, 14.196278 | 10110500510001 | Ladda upp en bild av detta fornminne      |
| Ravlunda 52:1                   | Hög                         |              | Ravlunda, Skåne     |       | 55.712921, 14.196275 | 10110500520001 | Ladda upp en bild av detta fornminne      |
| Ravlunda 53:1                   | Hög                         |              | Ravlunda, Skåne     |       | 55.713024, 14.198399 | 10110500530001 | Ladda upp en bild av detta fornminne      |
| Snickarehögen (Ravlunda 54:1)   | Hög                         |              | Ravlunda, Skåne     |       | 55.718999, 14.183222 | 10110500540001 | Ladda upp en bild av detta fornminne      |
| Ravlunda 55:1                   | Grav- och boplatsområde     |              | Ravlunda, Skåne     |       | 55.719009, 14.189310 | 10110500550001 | Ladda upp en bild av detta fornminne      |
| Gamla Ting (Ravlunda 58:1)      | Hög                         |              | Ravlunda, Skåne     |       | 55.702947, 14.150947 | 10110500580001 | Ladda upp en bild av detta fornminne      |
| Svärtings kulle (Ravlunda 59:1) | Hög                         |              | Ravlunda, Skåne     |       | 55.704987, 14.148835 | 10110500590001 | Ladda upp en bild av detta fornminne      |
| Svärtings kulle (Ravlunda 59:2) | Hög                         |              | Ravlunda, Skåne     |       | 55.705278, 14.148485 | 10110500590002 | Ladda upp en bild av detta fornminne      |
| Nålasten (Ravlunda 60:1)        | Grav markerad av sten/block |              | Ravlunda, Skåne     |       | 55.705914, 14.150149 | 10110500600001 | Ladda upp en bild av detta fornminne      |
| Tingsbacken (Ravlunda 61:1)     | Hög                         |              | Ravlunda, Skåne     |       | 55.709754, 14.158504 | 10110500610001 | Ladda upp en bild av detta fornminne      |
| Ravlunda 62:1                   | Hög                         |              | Ravlunda, Skåne     |       | 55.711037, 14.157931 | 10110500620001 | Ladda upp en bild av detta fornminne      |
| Ravlunda 63:1                   | Stensättning                |              | Ravlunda, Skåne     |       | 55.699943, 14.117747 | 10110500630001 | Ladda upp en bild av detta fornminne      |
| Ravlunda 65:1                   | Stensättning                |              | Ravlunda, Skåne     |       | 55.700345, 14.123574 | 10110500650001 | Ladda upp en bild av detta fornminne      |
| Ravlunda 65:2                   | Stensättning                |              | Ravlunda, Skåne     |       | 55.700305, 14.123233 | 10110500650002 | Ladda upp en bild av detta fornminne      |
| Robbs kulle (Ravlunda 66:1)     | Hög                         |              | Ravlunda, Skåne     |       | 55.709811, 14.129861 | 10110500660001 | Ladda upp en bild av detta fornminne      |
| Ravlunda 67:1                   | Hällristning                |              | Ravlunda, Skåne     |       | 55.709382, 14.144200 | 10110500670001 | Ladda upp en bild av detta fornminne      |
| Ravlunda 69:1                   | Hög                         |              | Ravlunda, Skåne     |       | 55.716983, 14.136633 | 10110500690001 | Ladda upp en bild av detta fornminne      |
| Ravlunda 69:2                   | Hög                         |              | Ravlunda, Skåne     |       | 55.716579, 14.137127 | 10110500690002 | Ladda upp en bild av detta fornminne      |
| Ravlunda 70:1                   | Stensättning                |              | Ravlunda, Skåne     |       | 55.717198, 14.133866 | 10110500700001 | Ladda upp en bild av detta fornminne      |
| Ravlunda 72:1                   | Hög                         |              | Ravlunda, Skåne     |       | 55.733952, 14.148434 | 10110500720001 | Ladda upp en bild av detta fornminne      |
| Ravlunda 73:1                   | Grav markerad av sten/block |              | Ravlunda, Skåne     |       | 55.733280, 14.145770 | 10110500730001 | Ladda upp en bild av detta fornminne      |
| Ravlunda 74:1                   | Stensättning                |              | Ravlunda, Skåne     |       | 55.733478, 14.153151 | 10110500740001 | Ladda upp en bild av detta fornminne      |
| Ravlunda 75:1                   | Stensättning                |              | Ravlunda, Skåne     |       | 55.734841, 14.148341 | 10110500750001 | Ladda upp en bild av detta fornminne      |
| Ravlunda 76:1                   | Stensättning                |              | Ravlunda, Skåne     |       | 55.734955, 14.149855 | 10110500760001 | Ladda upp en bild av detta fornminne      |
| Ravlunda 76:2                   | Hög                         |              | Ravlunda, Skåne     |       | 55.734924, 14.149633 | 10110500760002 | Ladda upp en bild av detta fornminne      |
| Ravlunda 77:1                   | Stensättning                |              | Ravlunda, Skåne     |       | 55.736174, 14.151603 | 10110500770001 | Ladda upp en bild av detta fornminne      |
| Ravlunda 78:1                   | Stensättning                |              | Ravlunda, Skåne     |       | 55.737872, 14.152310 | 10110500780001 | Ladda upp en bild av detta fornminne      |
| Baltasten (Ravlunda 79:1)       | Hällristning                |              | Ravlunda, Skåne     |       | 55.737881, 14.148066 | 10110500790001 | Ladda upp en bild av detta fornminne      |
| Ravlunda 80:1                   | Stensättning                |              | Ravlunda, Skåne     |       | 55.742298, 14.150482 | 10110500800001 | Ladda upp en bild av detta fornminne      |
| Ravlunda 80:2                   | Hällristning                |              | Ravlunda, Skåne     |       | 55.742298, 14.150482 | 10110500800002 | Ladda upp en bild av detta fornminne      |
| Ravlunda 82:1                   | Stensättning                |              | Ravlunda, Skåne     |       | 55.739079, 14.157178 | 10110500820001 | Ladda upp en bild av detta fornminne      |
| Ravlunda 83:1                   | Stensättning                |              | Ravlunda, Skåne     |       | 55.739438, 14.161009 | 10110500830001 | Ladda upp en bild av detta fornminne      |
| Ravlunda 85:1                   | Stensättning                |              | Ravlunda, Skåne     |       | 55.736609, 14.139255 | 10110500850001 | Ladda upp en bild av detta fornminne      |
| Ravlunda 87:1                   | Stensättning                |              | Ravlunda, Skåne     |       | 55.731885, 14.156039 | 10110500870001 | Ladda upp en bild av detta fornminne      |
| Ravlunda 88:1                   | Stensättning                |              | Ravlunda, Skåne     |       | 55.731163, 14.159827 | 10110500880001 | Ladda upp en bild av detta fornminne      |
| Ravlunda 89:1                   | Hällristning                |              | Ravlunda, Skåne     |       | 55.740471, 14.156282 | 10110500890001 | Ladda upp en bild av detta fornminne      |
| Ravlunda 90:1                   | Hällristning                |              | Ravlunda, Skåne     |       | 55.745804, 14.158953 | 10110500900001 | Ladda upp en bild av detta fornminne      |
| Ravlunda 94:1                   | Stensättning                |              | Ravlunda, Skåne     |       | 55.694601, 14.088359 | 10110500940001 | Ladda upp en bild av detta fornminne      |
| Ravlunda 96:1                   | Stensättning                |              | Ravlunda, Skåne     |       | 55.701382, 14.097172 | 10110500960001 | Ladda upp en bild av detta fornminne      |
| Ravlunda 97:1                   | Stensättning                |              | Ravlunda, Skåne     |       | 55.703412, 14.103858 | 10110500970001 | Ladda upp en bild av detta fornminne      |
| Ravlunda 99:1                   | Stensättning                |              | Ravlunda, Skåne     |       | 55.702801, 14.113070 | 10110500990001 | Ladda upp en bild av detta fornminne      |
| Ravlunda 102:1                  | Stensättning                |              | Ravlunda, Skåne     |       | 55.712514, 14.124777 | 10110501020001 | Ladda upp en bild av detta fornminne      |
| Ravlunda 103:1                  | Gravfält                    |              | Ravlunda, Skåne     |       | 55.736769, 14.089123 | 10110501030001 | Ladda upp en bild av detta fornminne      |
| Ravlunda 104:1                  | Stensättning                |              | Ravlunda, Skåne     |       | 55.738165, 14.088399 | 10110501040001 | Ladda upp en bild av detta fornminne      |
| Ravlunda 105:1                  | Hög                         |              | Ravlunda, Skåne     |       | 55.739978, 14.092175 | 10110501050001 | Ladda upp en bild av detta fornminne      |
| Ravlunda 106:1                  | Hög                         |              | Ravlunda, Skåne     |       | 55.735900, 14.106917 | 10110501060001 | Ladda upp en bild av detta fornminne      |
| Ravlunda 107:1                  | Stensättning                |              | Ravlunda, Skåne     |       | 55.749046, 14.101361 | 10110501070001 | Ladda upp en bild av detta fornminne      |
| Ravlunda 109:1                  | Hög                         |              | Ravlunda, Skåne     |       | 55.736367, 14.102740 | 10110501090001 | Ladda upp en bild av detta fornminne      |
| Ravlunda 113:1                  | Hög                         |              | Ravlunda, Skåne     |       | 55.712833, 14.146187 | 10110501130001 | Ladda upp en bild av detta fornminne      |
| Ravlunda 115:1                  | Gravfält                    |              | Ravlunda, Skåne     |       | 55.711323, 14.163422 | 10110501150001 | Ladda upp en bild av detta fornminne      |
| Ravlunda 118:1                  | Stenkrets                   |              | Ravlunda, Skåne     |       | 55.710610, 14.184065 | 10110501180001 | Ladda upp en bild av detta fornminne      |
| Ravlunda 118:2                  | Stenkrets                   |              | Ravlunda, Skåne     |       | 55.710449, 14.183932 | 10110501180002 | Ladda upp en bild av detta fornminne      |
| Ravlunda 122:1                  | Hög                         |              | Ravlunda, Skåne     |       | 55.718976, 14.196414 | 10110501220001 | Ladda upp en bild av detta fornminne      |
| Ravlunda 132:1                  | Stensättning                |              | Ravlunda, Skåne     |       | 55.743413, 14.174830 | 10110501320001 | Ladda upp en bild av detta fornminne      |
| Knäbäck (Ravlunda 134:1)        | Fiskeläge                   |              | Ravlunda, Skåne     |       | 55.752449, 14.191271 | 10110501340001 | Ladda upp en bild av detta fornminne      |
| Ravlunda 136:1                  | Hällristning                |              | Ravlunda, Skåne     |       | 55.744324, 14.146574 | 10110501360001 | Ladda upp en bild av detta fornminne      |
| Ravlunda 138:1                  | Hällristning                |              | Ravlunda, Skåne     |       | 55.741408, 14.133113 | 10110501380001 | Ladda upp en bild av detta fornminne      |
| Ravlunda 138:2                  | Stensättning                |              | Ravlunda, Skåne     |       | 55.741389, 14.132867 | 10110501380002 | Ladda upp en bild av detta fornminne      |
| Ravlunda 140:1                  | Hällristning                |              | Ravlunda, Skåne     |       | 55.737666, 14.183380 | 10110501400001 | Ladda upp en bild av detta fornminne      |
| Ravlunda 140:2                  | Hällristning                |              | Ravlunda, Skåne     |       | 55.737676, 14.183144 | 10110501400002 | Ladda upp en bild av detta fornminne      |
| Ravlunda 143:1                  | Hällristning                |              | Ravlunda, Skåne     |       | 55.694677, 14.093723 | 10110501430001 | Ladda upp en bild av detta fornminne      |
| Ravlunda 145:1                  | Röse                        |              | Ravlunda, Skåne     |       | 55.696722, 14.100708 | 10110501450001 | Ladda upp en bild av detta fornminne      |
| Ravlunda 145:2                  | Röse                        |              | Ravlunda, Skåne     |       | 55.696792, 14.100977 | 10110501450002 | Ladda upp en bild av detta fornminne      |
| Ravlunda 146:1                  | Stensättning                |              | Ravlunda, Skåne     |       | 55.702243, 14.101162 | 10110501460001 | Ladda upp en bild av detta fornminne      |
| Ravlunda 147:1                  | Stensättning                |              | Ravlunda, Skåne     |       | 55.697747, 14.099282 | 10110501470001 | Ladda upp en bild av detta fornminne      |
| Ravlunda 149:1                  | Grav- och boplatsområde     |              | Ravlunda, Skåne     |       | 55.711183, 14.118092 | 10110501490001 | Ladda upp en bild av detta fornminne      |
| Ravlunda 162:1                  | Stensättning                |              | Ravlunda, Skåne     |       | 55.725549, 14.192424 | 10110501620001 | Ladda upp en bild av detta fornminne      |
| Ravlunda 163:1                  | Stensättning                |              | Ravlunda, Skåne     |       | 55.725338, 14.188070 | 10110501630001 | Ladda upp en bild av detta fornminne      |
| Ravlunda 165:1                  | Hällristning                |              | Ravlunda, Skåne     |       | 55.723565, 14.180901 | 10110501650001 | Ladda upp en bild av detta fornminne      |
| Ravlunda 168:1                  | Hög                         |              | Ravlunda, Skåne     |       | 55.701193, 14.199494 | 10110501680001 | Ladda upp en bild av detta fornminne      |
| Höga stenar (Ravlunda 169:1)    | Gravfält                    |              | Ravlunda, Skåne     |       | 55.709360, 14.192942 | 10110501690001 | Ladda upp en bild av detta fornminne      |
| Ravlunda 170:1                  | Stenkrets                   |              | Ravlunda, Skåne     |       | 55.708116, 14.190101 | 10110501700001 | Ladda upp en bild av detta fornminne      |
| Ravlunda 171:1                  | Gravfält                    |              | Ravlunda, Skåne     |       | 55.706984, 14.177488 | 10110501710001 | Ladda upp en till bild av detta fornminne |
| Ravlunda 175:1                  | Spärranordning              |              | Ravlunda, Skåne     |       | 55.725314, 14.198050 | 10110501750001 | Ladda upp en bild av detta fornminne      |

## Rörum
| Namn                        | Lämningstyp      | Tillkomsttid | Historisk indelning | Plats | Läge                 | ID-nr          | Bild                                      |
| --------------------------- | ---------------- | ------------ | ------------------- | ----- | -------------------- | -------------- | ----------------------------------------- |
| Rörum 2:1                   | Hällristning     |              | Rörum, Skåne        |       | 55.642108, 14.262607 | 10111100020001 | Ladda upp en till bild av detta fornminne |
| Skallahög(bjär) (Rörum 3:1) | Hög              |              | Rörum, Skåne        |       | 55.625505, 14.242514 | 10111100030001 | Ladda upp en till bild av detta fornminne |
| Rörum 4:1                   | Stensättning     |              | Rörum, Skåne        |       | 55.622027, 14.242904 | 10111100040001 | Ladda upp en till bild av detta fornminne |
| Rörum 5:1                   | Stenkammargrav   |              | Rörum, Skåne        |       | 55.619684, 14.267645 | 10111100050001 | Ladda upp en till bild av detta fornminne |
| Rörum 6:1                   | Stensättning     |              | Rörum, Skåne        |       | 55.644716, 14.256446 | 10111100060001 | Ladda upp en till bild av detta fornminne |
| Rörum 8:1                   | Stenkammargrav   |              | Rörum, Skåne        |       | 55.618647, 14.268843 | 10111100080001 | Ladda upp en till bild av detta fornminne |
| Rörum 28:1                  | Hög              |              | Rörum, Skåne        |       | 55.639344, 14.234932 | 10111100280001 | Ladda upp en bild av detta fornminne      |
| Rörum 35:1                  | Begravningsplats |              | Rörum, Skåne        |       | 55.631124, 14.254857 | 10111100350001 | Ladda upp en till bild av detta fornminne |
| Rörum 54:1                  | Stensättning     |              | Rörum, Skåne        |       | 55.624077, 14.237440 | 10111100540001 | Ladda upp en till bild av detta fornminne |
| Rörum 56:1                  | Stensättning     |              | Rörum, Skåne        |       | 55.613158, 14.253952 | 10111100560001 | Ladda upp en bild av detta fornminne      |
| Rörum 57:1                  | Hög              |              | Rörum, Skåne        |       | 55.621158, 14.236937 | 10111100570001 | Ladda upp en till bild av detta fornminne |
| Rörum 60:1                  | Stensättning     |              | Rörum, Skåne        |       | 55.641341, 14.207652 | 10111100600001 | Ladda upp en till bild av detta fornminne |
| Rörum 65:1                  | Hög              |              | Rörum, Skåne        |       | 55.620790, 14.246698 | 10111100650001 | Ladda upp en till bild av detta fornminne |
| Rörum 71:1                  | Hög              |              | Rörum, Skåne        |       | 55.619442, 14.250489 | 10111100710001 | Ladda upp en till bild av detta fornminne |
| Rörum 72:1                  | Stensättning     |              | Rörum, Skåne        |       | 55.617910, 14.249416 | 10111100720001 | Ladda upp en till bild av detta fornminne |
| Rörum 76:1                  | Gravfält         |              | Rörum, Skåne        |       | 55.634636, 14.201023 | 10111100760001 | Ladda upp en till bild av detta fornminne |

## Sankt Olof
| Namn             | Lämningstyp  | Tillkomsttid | Historisk indelning | Plats | Läge                 | ID-nr          | Bild                                 |
| ---------------- | ------------ | ------------ | ------------------- | ----- | -------------------- | -------------- | ------------------------------------ |
| Sankt Olof 2:1   | Kyrka/kapell |              | Sankt Olof, Skåne   |       | 55.637762, 14.122585 | 10111200020001 | Ladda upp en bild av detta fornminne |
| Sankt Olof 3:1   | Stenkrets    |              | Sankt Olof, Skåne   |       | 55.641232, 14.122720 | 10111200030001 | Ladda upp en bild av detta fornminne |
| Sankt Olof 24:1  | Röse         |              | Sankt Olof, Skåne   |       | 55.620963, 14.150472 | 10111200240001 | Ladda upp en bild av detta fornminne |
| Sankt Olof 24:2  | Röse         |              | Sankt Olof, Skåne   |       | 55.620992, 14.150093 | 10111200240002 | Ladda upp en bild av detta fornminne |
| Sankt Olof 25:1  | Hög          |              | Sankt Olof, Skåne   |       | 55.616872, 14.165519 | 10111200250001 | Ladda upp en bild av detta fornminne |
| Sankt Olof 94:1  | Röse         |              | Sankt Olof, Skåne   |       | 55.651493, 14.126063 | 10111200940001 | Ladda upp en bild av detta fornminne |
| Sankt Olof 97:1  | Stensättning |              | Sankt Olof, Skåne   |       | 55.644547, 14.116759 | 10111200970001 | Ladda upp en bild av detta fornminne |
| Sankt Olof 103:1 | Stensättning |              | Sankt Olof, Skåne   |       | 55.626899, 14.105276 | 10111201030001 | Ladda upp en bild av detta fornminne |
| Sankt Olof 106:1 | Stensättning |              | Sankt Olof, Skåne   |       | 55.629560, 14.120003 | 10111201060001 | Ladda upp en bild av detta fornminne |
| Sankt Olof 108:1 | Röse         |              | Sankt Olof, Skåne   |       | 55.625435, 14.136638 | 10111201080001 | Ladda upp en bild av detta fornminne |
| Sankt Olof 109:1 | Stensättning |              | Sankt Olof, Skåne   |       | 55.624147, 14.139002 | 10111201090001 | Ladda upp en bild av detta fornminne |

## Simris
| Namn                                | Lämningstyp             | Tillkomsttid | Historisk indelning | Plats        | Läge                 | ID-nr          | Bild                                      |
| ----------------------------------- | ----------------------- | ------------ | ------------------- | ------------ | -------------------- | -------------- | ----------------------------------------- |
| Storehög (Simris 2:1)               | Hög                     |              | Simris, Skåne       |              | 55.528811, 14.297193 | 10111300020001 | Ladda upp en bild av detta fornminne      |
| Simris 3:1                          | Stensättning            |              | Simris, Skåne       |              | 55.529832, 14.320097 | 10111300030001 | Ladda upp en bild av detta fornminne      |
| Simris 3:2                          | Stensättning            |              | Simris, Skåne       |              | 55.529886, 14.320228 | 10111300030002 | Ladda upp en bild av detta fornminne      |
| Simris 3:3                          | Stensättning            |              | Simris, Skåne       |              | 55.529978, 14.320749 | 10111300030003 | Ladda upp en bild av detta fornminne      |
| Simris 4:1                          | Stenkammargrav          |              | Simris, Skåne       |              | 55.528914, 14.323175 | 10111300040001 | Ladda upp en bild av detta fornminne      |
| Simris 5:1                          | Hög                     |              | Simris, Skåne       |              | 55.526403, 14.319823 | 10111300050001 | Ladda upp en bild av detta fornminne      |
| Simris 6:1                          | Hög                     |              | Simris, Skåne       |              | 55.527209, 14.319747 | 10111300060001 | Ladda upp en bild av detta fornminne      |
| Simris 7:1                          | Hög                     |              | Simris, Skåne       |              | 55.527040, 14.320766 | 10111300070001 | Ladda upp en bild av detta fornminne      |
| Simris 7:2                          | Stensättning            |              | Simris, Skåne       |              | 55.527431, 14.320971 | 10111300070002 | Ladda upp en bild av detta fornminne      |
| Simris 7:3                          | Stensättning            |              | Simris, Skåne       |              | 55.527577, 14.321016 | 10111300070003 | Ladda upp en bild av detta fornminne      |
| Simris 7:4                          | Stensättning            |              | Simris, Skåne       |              | 55.527947, 14.320812 | 10111300070004 | Ladda upp en bild av detta fornminne      |
| Ormhög (Simris 8:1)                 | Hög                     |              | Simris, Skåne       |              | 55.524400, 14.312307 | 10111300080001 | Ladda upp en bild av detta fornminne      |
| Simris 9:1                          | Stenkammargrav          |              | Simris, Skåne       |              | 55.526100, 14.347355 | 10111300090001 | Ladda upp en bild av detta fornminne      |
| Bonnhögen (Simris 10:1)             | Hög                     |              | Simris, Skåne       |              | 55.535560, 14.332910 | 10111300100001 | Ladda upp en bild av detta fornminne      |
| Hålahög (Simris 11:1)               | Hög                     |              | Simris, Skåne       |              | 55.536787, 14.331926 | 10111300110001 | Ladda upp en bild av detta fornminne      |
| Simris 12:1                         | Hällristning            |              | Simris, Skåne       |              | 55.516384, 14.345641 | 10111300120001 | Ladda upp en bild av detta fornminne      |
| Simris 12:2                         | Stensättning            |              | Simris, Skåne       |              | 55.516371, 14.345873 | 10111300120002 | Ladda upp en bild av detta fornminne      |
| Simris 12:3                         | Stensättning            |              | Simris, Skåne       |              | 55.516351, 14.345982 | 10111300120003 | Ladda upp en bild av detta fornminne      |
| Simris 12:4                         | Hällristning            |              | Simris, Skåne       |              | 55.516437, 14.345998 | 10111300120004 | Ladda upp en bild av detta fornminne      |
| Simris 14:1                         | Hög                     |              | Simris, Skåne       |              | 55.541403, 14.333017 | 10111300140001 | Ladda upp en bild av detta fornminne      |
| Simris 14:2                         | Hög                     |              | Simris, Skåne       |              | 55.541130, 14.333135 | 10111300140002 | Ladda upp en bild av detta fornminne      |
| Simris 14:3                         | Hög                     |              | Simris, Skåne       |              | 55.541271, 14.333489 | 10111300140003 | Ladda upp en bild av detta fornminne      |
| Simris 25:1                         | Stensättning            |              | Simris, Skåne       |              | 55.525975, 14.345667 | 10111300250001 | Ladda upp en bild av detta fornminne      |
| Simris 25:2                         | Stensättning            |              | Simris, Skåne       |              | 55.525623, 14.345501 | 10111300250002 | Ladda upp en bild av detta fornminne      |
| Simris 25:3                         | Stensättning            |              | Simris, Skåne       |              | 55.525445, 14.345228 | 10111300250003 | Ladda upp en bild av detta fornminne      |
| Simris 27:1                         | Grav- och boplatsområde |              | Simris, Skåne       |              | 55.541966, 14.318368 | 10111300270001 | Ladda upp en till bild av detta fornminne |
| Simris 32:1                         | Stensättning            |              | Simris, Skåne       |              | 55.522089, 14.323964 | 10111300320001 | Ladda upp en bild av detta fornminne      |
| Simris 34:1                         | Grav- och boplatsområde |              | Simris, Skåne       |              | 55.539610, 14.313536 | 10111300340001 | Ladda upp en bild av detta fornminne      |
| Simris 36:1                         | Stensättning            |              | Simris, Skåne       |              | 55.525009, 14.342033 | 10111300360001 | Ladda upp en bild av detta fornminne      |
| Simris 60:1                         | Hög                     |              | Simris, Skåne       |              | 55.533772, 14.341600 | 10111300600001 | Ladda upp en bild av detta fornminne      |
| Ljunghög (Simris 65:1)              | Hög                     |              | Simris, Skåne       |              | 55.525773, 14.314845 | 10111300650001 | Ladda upp en bild av detta fornminne      |
| Simris 66:1                         | Stensättning            |              | Simris, Skåne       |              | 55.528647, 14.321479 | 10111300660001 | Ladda upp en bild av detta fornminne      |
| Simris 66:2                         | Stensättning            |              | Simris, Skåne       |              | 55.528256, 14.321703 | 10111300660002 | Ladda upp en bild av detta fornminne      |
| Simrisstenen 2 / DR 345 (Simris 75) | Runristning             |              | Simris, Skåne       | Simris kyrka | 55.535529, 14.322455 | 12000000053870 | Ladda upp en till bild av detta fornminne |
| Simrisstenen 1 / DR 344 (Simris 76) | Runristning             |              | Simris, Skåne       | Simris kyrka | 55.535513, 14.322428 | 12000000053871 | Ladda upp en till bild av detta fornminne |
| Klingsrör (Östra Nöbbelöv 25:1)     | Röse                    |              | Simris, Skåne       |              | 55.523210, 14.314481 | 10116700250001 | Ladda upp en bild av detta fornminne      |

## Simrishamn
| Namn            | Lämningstyp  | Tillkomsttid | Historisk indelning | Plats | Läge                 | ID-nr          | Bild                                      |
| --------------- | ------------ | ------------ | ------------------- | ----- | -------------------- | -------------- | ----------------------------------------- |
| Simrishamn 1:1  | Stensättning |              | Simrishamn, Skåne   |       | 55.548882, 14.356206 | 10111400010001 | Ladda upp en bild av detta fornminne      |
| Simrishamn 1:2  | Hällristning |              | Simrishamn, Skåne   |       | 55.548892, 14.356352 | 10111400010002 | Ladda upp en bild av detta fornminne      |
| Simrishamn 2:1  | Hällristning |              | Simrishamn, Skåne   |       | 55.549152, 14.353606 | 10111400020001 | Ladda upp en bild av detta fornminne      |
| Simrishamn 5:1  | Hög          |              | Simrishamn, Skåne   |       | 55.563951, 14.333375 | 10111400050001 | Ladda upp en bild av detta fornminne      |
| Simrishamn 14:1 | Hög          |              | Simrishamn, Skåne   |       | 55.575984, 14.334744 | 10111400140001 | Ladda upp en bild av detta fornminne      |
| Simrishamn 15:1 | Hällristning |              | Simrishamn, Skåne   |       | 55.537114, 14.348718 | 10111400150001 | Ladda upp en bild av detta fornminne      |
| Simrishamn 16:1 | Hällristning |              | Simrishamn, Skåne   |       | 55.536815, 14.355068 | 10111400160001 | Ladda upp en bild av detta fornminne      |
| Simrishamn 17:1 | Stensättning |              | Simrishamn, Skåne   |       | 55.536551, 14.353994 | 10111400170001 | Ladda upp en bild av detta fornminne      |
| Simrishamn 17:2 | Stensättning |              | Simrishamn, Skåne   |       | 55.536800, 14.354135 | 10111400170002 | Ladda upp en bild av detta fornminne      |
| Simrishamn 17:3 | Stensättning |              | Simrishamn, Skåne   |       | 55.537013, 14.354324 | 10111400170003 | Ladda upp en bild av detta fornminne      |
| Simrishamn 17:4 | Stensättning |              | Simrishamn, Skåne   |       | 55.536372, 14.353889 | 10111400170004 | Ladda upp en bild av detta fornminne      |
| Simrishamn 18:1 | Hällristning |              | Simrishamn, Skåne   |       | 55.543777, 14.356106 | 10111400180001 | Ladda upp en bild av detta fornminne      |
| Simrishamn 20:1 | Hällristning |              | Simrishamn, Skåne   |       | 55.543852, 14.355335 | 10111400200001 | Ladda upp en bild av detta fornminne      |
| Simrishamn 21:1 | Stensättning |              | Simrishamn, Skåne   |       | 55.543022, 14.355917 | 10111400210001 | Ladda upp en bild av detta fornminne      |
| Simrishamn 21:2 | Stensättning |              | Simrishamn, Skåne   |       | 55.543035, 14.355532 | 10111400210002 | Ladda upp en bild av detta fornminne      |
| Simrishamn 22:1 | Hög          |              | Simrishamn, Skåne   |       | 55.543649, 14.356502 | 10111400220001 | Ladda upp en bild av detta fornminne      |
| Simrishamn 22:2 | Hällristning |              | Simrishamn, Skåne   |       | 55.543462, 14.356648 | 10111400220002 | Ladda upp en bild av detta fornminne      |
| Simrishamn 22:3 | Hällristning |              | Simrishamn, Skåne   |       | 55.543391, 14.356711 | 10111400220003 | Ladda upp en bild av detta fornminne      |
| Simrishamn 23:1 | Hällristning |              | Simrishamn, Skåne   |       | 55.539071, 14.355515 | 10111400230001 | Ladda upp en till bild av detta fornminne |
| Simrishamn 24:1 | Stensättning |              | Simrishamn, Skåne   |       | 55.542355, 14.355597 | 10111400240001 | Ladda upp en bild av detta fornminne      |
| Simrishamn 24:2 | Stensättning |              | Simrishamn, Skåne   |       | 55.542249, 14.355369 | 10111400240002 | Ladda upp en bild av detta fornminne      |
| Simrishamn 24:3 | Stensättning |              | Simrishamn, Skåne   |       | 55.542125, 14.355453 | 10111400240003 | Ladda upp en bild av detta fornminne      |
| Simrishamn 26:1 | Stensättning |              | Simrishamn, Skåne   |       | 55.542756, 14.354341 | 10111400260001 | Ladda upp en bild av detta fornminne      |
| Simrishamn 27:1 | Hällristning |              | Simrishamn, Skåne   |       | 55.543702, 14.354937 | 10111400270001 | Ladda upp en bild av detta fornminne      |
| Simrishamn 27:2 | Hällristning |              | Simrishamn, Skåne   |       | 55.543641, 14.354828 | 10111400270002 | Ladda upp en bild av detta fornminne      |
| Simrishamn 28:1 | Hällristning |              | Simrishamn, Skåne   |       | 55.541999, 14.354863 | 10111400280001 | Ladda upp en bild av detta fornminne      |
| Simrishamn 29:1 | Hällristning |              | Simrishamn, Skåne   |       | 55.550716, 14.355109 | 10111400290001 | Ladda upp en bild av detta fornminne      |
| Simrishamn 30:1 | Hällristning |              | Simrishamn, Skåne   |       | 55.551322, 14.354986 | 10111400300001 | Ladda upp en bild av detta fornminne      |
| Simrishamn 31:1 | Hällristning |              | Simrishamn, Skåne   |       | 55.542096, 14.353986 | 10111400310001 | Ladda upp en bild av detta fornminne      |
| Simrishamn 31:2 | Hällristning |              | Simrishamn, Skåne   |       | 55.542129, 14.353896 | 10111400310002 | Ladda upp en bild av detta fornminne      |
| Simrishamn 33:1 | Stensättning |              | Simrishamn, Skåne   |       | 55.542804, 14.355118 | 10111400330001 | Ladda upp en bild av detta fornminne      |
| Simrishamn 33:2 | Stensättning |              | Simrishamn, Skåne   |       | 55.543120, 14.355021 | 10111400330002 | Ladda upp en bild av detta fornminne      |
| Simrishamn 33:3 | Stensättning |              | Simrishamn, Skåne   |       | 55.543178, 14.355162 | 10111400330003 | Ladda upp en bild av detta fornminne      |
| Simrishamn 33:4 | Stensättning |              | Simrishamn, Skåne   |       | 55.543564, 14.354980 | 10111400330004 | Ladda upp en bild av detta fornminne      |

## Stiby
| Namn                         | Lämningstyp                 | Tillkomsttid | Historisk indelning | Plats | Läge                 | ID-nr          | Bild                                 |
| ---------------------------- | --------------------------- | ------------ | ------------------- | ----- | -------------------- | -------------- | ------------------------------------ |
| Stiby 2:1                    | Grav markerad av sten/block |              | Stiby, Skåne        |       | 55.566950, 14.166333 | 10112000020001 | Ladda upp en bild av detta fornminne |
| Stiby 4:1                    | Hällristning                |              | Stiby, Skåne        |       | 55.558258, 14.176619 | 10112000040001 | Ladda upp en bild av detta fornminne |
| Stiby 6:1                    | Stenkammargrav              |              | Stiby, Skåne        |       | 55.543031, 14.141542 | 10112000060001 | Ladda upp en bild av detta fornminne |
| Råhög, Norrehög (Stiby 16:1) | Hög                         |              | Stiby, Skåne        |       | 55.561375, 14.193312 | 10112000160001 | Ladda upp en bild av detta fornminne |
| Råhög, Norrehög (Stiby 16:2) | Hög                         |              | Stiby, Skåne        |       | 55.561019, 14.193685 | 10112000160002 | Ladda upp en bild av detta fornminne |
| Stiby 17:1                   | Hög                         |              | Stiby, Skåne        |       | 55.570999, 14.175114 | 10112000170001 | Ladda upp en bild av detta fornminne |
| Stiby 18:1                   | Hög                         |              | Stiby, Skåne        |       | 55.569835, 14.175743 | 10112000180001 | Ladda upp en bild av detta fornminne |
| Manshög (Stiby 20:1)         | Hög                         |              | Stiby, Skåne        |       | 55.562855, 14.193420 | 10112000200001 | Ladda upp en bild av detta fornminne |
| Holahög/Hålahög (Stiby 21:1) | Hög                         |              | Stiby, Skåne        |       | 55.557338, 14.172775 | 10112000210001 | Ladda upp en bild av detta fornminne |

## Södra Mellby
| Namn                                   | Lämningstyp    | Tillkomsttid | Historisk indelning | Plats | Läge                 | ID-nr          | Bild                                      |
| -------------------------------------- | -------------- | ------------ | ------------------- | ----- | -------------------- | -------------- | ----------------------------------------- |
| Södra Mellby 1:1                       | Hög            |              | Södra Mellby, Skåne |       | 55.684383, 14.187062 | 10112300010001 | Ladda upp en bild av detta fornminne      |
| Södra Mellby 5:1                       | Hög            |              | Södra Mellby, Skåne |       | 55.679986, 14.189862 | 10112300050001 | Ladda upp en bild av detta fornminne      |
| Södra Mellby 6:1                       | Hög            |              | Södra Mellby, Skåne |       | 55.681452, 14.189628 | 10112300060001 | Ladda upp en bild av detta fornminne      |
| Södra Mellby 7:1                       | Hög            |              | Södra Mellby, Skåne |       | 55.684767, 14.185666 | 10112300070001 | Ladda upp en bild av detta fornminne      |
| Särskerör (Södra Mellby 8:1)           | Hög            |              | Södra Mellby, Skåne |       | 55.681150, 14.184479 | 10112300080001 | Ladda upp en bild av detta fornminne      |
| Södra Mellby 9:1                       | Hög            |              | Södra Mellby, Skåne |       | 55.676593, 14.208434 | 10112300090001 | Ladda upp en bild av detta fornminne      |
| Mallerör (Södra Mellby 10:1)           | Röse           |              | Södra Mellby, Skåne |       | 55.678298, 14.208496 | 10112300100001 | Ladda upp en bild av detta fornminne      |
| Södra Mellby 11:1                      | Stensättning   |              | Södra Mellby, Skåne |       | 55.678256, 14.206864 | 10112300110001 | Ladda upp en bild av detta fornminne      |
| Södra Mellby 12:1                      | Stensättning   |              | Södra Mellby, Skåne |       | 55.676033, 14.191632 | 10112300120001 | Ladda upp en bild av detta fornminne      |
| Södra Mellby 15:1                      | Hög            |              | Södra Mellby, Skåne |       | 55.681538, 14.217130 | 10112300150001 | Ladda upp en bild av detta fornminne      |
| Södra Mellby 18:1                      | Stensättning   |              | Södra Mellby, Skåne |       | 55.673362, 14.218370 | 10112300180001 | Ladda upp en bild av detta fornminne      |
| Södra Mellby 18:2                      | Stensättning   |              | Södra Mellby, Skåne |       | 55.673438, 14.218096 | 10112300180002 | Ladda upp en bild av detta fornminne      |
| Södra Mellby 18:3                      | Stensättning   |              | Södra Mellby, Skåne |       | 55.673302, 14.217992 | 10112300180003 | Ladda upp en bild av detta fornminne      |
| Södra Mellby 18:4                      | Stensättning   |              | Södra Mellby, Skåne |       | 55.673291, 14.217849 | 10112300180004 | Ladda upp en bild av detta fornminne      |
| Södra Mellby 20:1                      | Stenkammargrav |              | Södra Mellby, Skåne |       | 55.657395, 14.271593 | 10112300200001 | Ladda upp en bild av detta fornminne      |
| Södra Mellby 21:1                      | Stensättning   |              | Södra Mellby, Skåne |       | 55.657686, 14.274789 | 10112300210001 | Ladda upp en bild av detta fornminne      |
| Södra Mellby 22:1                      | Stensättning   |              | Södra Mellby, Skåne |       | 55.655600, 14.248040 | 10112300220001 | Ladda upp en bild av detta fornminne      |
| Södra Mellby 22:2                      | Stensättning   |              | Södra Mellby, Skåne |       | 55.655941, 14.247731 | 10112300220002 | Ladda upp en bild av detta fornminne      |
| Södra Mellby 22:3                      | Röse           |              | Södra Mellby, Skåne |       | 55.655283, 14.248424 | 10112300220003 | Ladda upp en bild av detta fornminne      |
| Södra Mellby 22:4                      | Hög            |              | Södra Mellby, Skåne |       | 55.654929, 14.248394 | 10112300220004 | Ladda upp en bild av detta fornminne      |
| Södra Mellby 22:5                      | Röse           |              | Södra Mellby, Skåne |       | 55.655019, 14.249081 | 10112300220005 | Ladda upp en bild av detta fornminne      |
| Södra Mellby 22:6                      | Röse           |              | Södra Mellby, Skåne |       | 55.654966, 14.248687 | 10112300220006 | Ladda upp en bild av detta fornminne      |
| Snäckekull (Södra Mellby 23:1)         | Hög            |              | Södra Mellby, Skåne |       | 55.654938, 14.235179 | 10112300230001 | Ladda upp en bild av detta fornminne      |
| Södra Mellby 24:1                      | Stensättning   |              | Södra Mellby, Skåne |       | 55.677438, 14.208156 | 10112300240001 | Ladda upp en bild av detta fornminne      |
| Södra Mellby 25:1                      | Stensättning   |              | Södra Mellby, Skåne |       | 55.657589, 14.271965 | 10112300250001 | Ladda upp en bild av detta fornminne      |
| Södra Mellby 25:2                      | Stensättning   |              | Södra Mellby, Skåne |       | 55.657656, 14.271579 | 10112300250002 | Ladda upp en bild av detta fornminne      |
| Södra Mellby 25:3                      | Stensättning   |              | Södra Mellby, Skåne |       | 55.657725, 14.271459 | 10112300250003 | Ladda upp en bild av detta fornminne      |
| Södra Mellby 25:4                      | Stensättning   |              | Södra Mellby, Skåne |       | 55.657699, 14.271923 | 10112300250004 | Ladda upp en bild av detta fornminne      |
| Södra Mellby 26:1                      | Stensättning   |              | Södra Mellby, Skåne |       | 55.653445, 14.250330 | 10112300260001 | Ladda upp en bild av detta fornminne      |
| Södra Mellby 30:1                      | Hällristning   |              | Södra Mellby, Skåne |       | 55.661915, 14.257837 | 10112300300001 | Ladda upp en bild av detta fornminne      |
| Södra Mellby 31:1                      | Gravfält       |              | Södra Mellby, Skåne |       | 55.663431, 14.257757 | 10112300310001 | Ladda upp en bild av detta fornminne      |
| Södra Mellby 32:1                      | Hög            |              | Södra Mellby, Skåne |       | 55.663564, 14.230342 | 10112300320001 | Ladda upp en bild av detta fornminne      |
| Södra Mellby 32:2                      | Hög            |              | Södra Mellby, Skåne |       | 55.663490, 14.230576 | 10112300320002 | Ladda upp en bild av detta fornminne      |
| Södra Mellby 33:1                      | Hällristning   |              | Södra Mellby, Skåne |       | 55.666344, 14.256162 | 10112300330001 | Ladda upp en bild av detta fornminne      |
| Södra Mellby 34:1                      | Hög            |              | Södra Mellby, Skåne |       | 55.659834, 14.254838 | 10112300340001 | Ladda upp en bild av detta fornminne      |
| Södra Mellby 35:1                      | Gravfält       |              | Södra Mellby, Skåne |       | 55.663841, 14.248857 | 10112300350001 | Ladda upp en bild av detta fornminne      |
| Södra Mellby 36:1                      | Hög            |              | Södra Mellby, Skåne |       | 55.666776, 14.247637 | 10112300360001 | Ladda upp en bild av detta fornminne      |
| Södra Mellby 36:2                      | Stensättning   |              | Södra Mellby, Skåne |       | 55.666665, 14.247977 | 10112300360002 | Ladda upp en bild av detta fornminne      |
| Södra Mellby 37:1                      | Fornborg       |              | Södra Mellby, Skåne |       | 55.663070, 14.273268 | 10112300370001 | Ladda upp en bild av detta fornminne      |
| Södra Mellby 38:1                      | Stensättning   |              | Södra Mellby, Skåne |       | 55.665967, 14.246882 | 10112300380001 | Ladda upp en bild av detta fornminne      |
| Södra Mellby 38:2                      | Stenkrets      |              | Södra Mellby, Skåne |       | 55.665960, 14.247041 | 10112300380002 | Ladda upp en bild av detta fornminne      |
| Södra Mellby 39:1                      | Stensättning   |              | Södra Mellby, Skåne |       | 55.673346, 14.245762 | 10112300390001 | Ladda upp en bild av detta fornminne      |
| Södra Mellby 40:1                      | Stensättning   |              | Södra Mellby, Skåne |       | 55.668190, 14.242308 | 10112300400001 | Ladda upp en bild av detta fornminne      |
| Södra Mellby 41:1                      | Gravfält       |              | Södra Mellby, Skåne |       | 55.672029, 14.243497 | 10112300410001 | Ladda upp en bild av detta fornminne      |
| Bredarör (Södra Mellby 42:1)           | Röse           |              | Södra Mellby, Skåne |       | 55.683009, 14.233983 | 10112300420001 | Ladda upp en till bild av detta fornminne |
| Ängakåsen (Koarum) (Södra Mellby 43:1) | Gravfält       |              | Södra Mellby, Skåne |       | 55.681490, 14.243031 | 10112300430001 | Ladda upp en till bild av detta fornminne |
| Södra Mellby 67:1                      | Hällristning   |              | Södra Mellby, Skåne |       | 55.665558, 14.227066 | 10112300670001 | Ladda upp en bild av detta fornminne      |
| Södra Mellby 68:1                      | Stensättning   |              | Södra Mellby, Skåne |       | 55.683503, 14.196367 | 10112300680001 | Ladda upp en bild av detta fornminne      |
| Södra Mellby 69:1                      | Hällristning   |              | Södra Mellby, Skåne |       | 55.680448, 14.201292 | 10112300690001 | Ladda upp en bild av detta fornminne      |
| Klövastenen (Södra Mellby 70:1)        | Hällristning   |              | Södra Mellby, Skåne |       | 55.677729, 14.205856 | 10112300700001 | Ladda upp en bild av detta fornminne      |
| Södra Mellby 91:1                      | Hällristning   |              | Södra Mellby, Skåne |       | 55.675067, 14.212126 | 10112300910001 | Ladda upp en bild av detta fornminne      |
| Södra Mellby 92:1                      | Röse           |              | Södra Mellby, Skåne |       | 55.684890, 14.189290 | 10112300920001 | Ladda upp en bild av detta fornminne      |
| Södra Mellby 100:1                     | Kyrka/kapell   |              | Södra Mellby, Skåne |       | 55.662411, 14.218952 | 10112301000001 | Ladda upp en bild av detta fornminne      |
| Södra Mellby 101:1                     | Röse           |              | Södra Mellby, Skåne |       | 55.665883, 14.230098 | 10112301010001 | Ladda upp en bild av detta fornminne      |
| Södra Mellby 112:1                     | Röse           |              | Södra Mellby, Skåne |       | 55.665342, 14.275806 | 10112301120001 | Ladda upp en bild av detta fornminne      |
| Södra Mellby 120:1                     | Röse           |              | Södra Mellby, Skåne |       | 55.683663, 14.234332 | 10112301200001 | Ladda upp en bild av detta fornminne      |
| Södra Mellby 122:1                     | Gravfält       |              | Södra Mellby, Skåne |       | 55.681750, 14.238395 | 10112301220001 | Ladda upp en bild av detta fornminne      |
| Södra Mellby 127:1                     | Stensättning   |              | Södra Mellby, Skåne |       | 55.651996, 14.249235 | 10112301270001 | Ladda upp en bild av detta fornminne      |
| Södra Mellby 128:1                     | Hög            |              | Södra Mellby, Skåne |       | 55.671587, 14.266586 | 10112301280001 | Ladda upp en bild av detta fornminne      |
| Södra Mellby 136:1                     | Hällristning   |              | Södra Mellby, Skåne |       | 55.681876, 14.235159 | 10112301360001 | Ladda upp en bild av detta fornminne      |
| Kanesten (Södra Mellby 143:1)          | Hällristning   |              | Södra Mellby, Skåne |       | 55.669754, 14.238239 | 10112301430001 | Ladda upp en bild av detta fornminne      |
| Södra Mellby 148:1                     | Hällristning   |              | Södra Mellby, Skåne |       | 55.648129, 14.193212 | 10112301480001 | Ladda upp en bild av detta fornminne      |
| Södra Mellby 159:1                     | Hällristning   |              | Södra Mellby, Skåne |       | 55.647515, 14.258367 | 10112301590001 | Ladda upp en bild av detta fornminne      |
| Södra Mellby 159:2                     | Hällristning   |              | Södra Mellby, Skåne |       | 55.647653, 14.258453 | 10112301590002 | Ladda upp en bild av detta fornminne      |
| Södra Mellby 170:1                     | Stensättning   |              | Södra Mellby, Skåne |       | 55.660811, 14.259056 | 10112301700001 | Ladda upp en bild av detta fornminne      |
| Södra Mellby 171:1                     | Hällristning   |              | Södra Mellby, Skåne |       | 55.660954, 14.259195 | 10112301710001 | Ladda upp en bild av detta fornminne      |
| Södra Mellby 173:1                     | Stensättning   |              | Södra Mellby, Skåne |       | 55.666116, 14.244760 | 10112301730001 | Ladda upp en bild av detta fornminne      |
| Södra Mellby 176:1                     | Hög            |              | Södra Mellby, Skåne |       | 55.659731, 14.230116 | 10112301760001 | Ladda upp en bild av detta fornminne      |

## Vallby
| Namn                   | Lämningstyp | Tillkomsttid | Historisk indelning | Plats | Läge                 | ID-nr          | Bild                                 |
| ---------------------- | ----------- | ------------ | ------------------- | ----- | -------------------- | -------------- | ------------------------------------ |
| Bröta hög (Vallby 2:1) | Hög         |              | Vallby, Skåne       |       | 55.478708, 14.204281 | 10113500020001 | Ladda upp en bild av detta fornminne |
| Vallby 24:1            | Hög         |              | Vallby, Skåne       |       | 55.488853, 14.242606 | 10113500240001 | Ladda upp en bild av detta fornminne |
| Agnehög (Vallby 25:1)  | Hög         |              | Vallby, Skåne       |       | 55.481519, 14.233669 | 10113500250001 | Ladda upp en bild av detta fornminne |
| Vallby 55:1            | Hög         |              | Vallby, Skåne       |       | 55.512034, 14.220890 | 10113500550001 | Ladda upp en bild av detta fornminne |
| Vallby 57:1            | Hög         |              | Vallby, Skåne       |       | 55.507785, 14.217720 | 10113500570001 | Ladda upp en bild av detta fornminne |
| Vallby 61:1            | Hög         |              | Vallby, Skåne       |       | 55.497658, 14.184895 | 10113500610001 | Ladda upp en bild av detta fornminne |
| Vallby 61:2            | Hög         |              | Vallby, Skåne       |       | 55.497195, 14.185579 | 10113500610002 | Ladda upp en bild av detta fornminne |
| Vallby 61:3            | Hög         |              | Vallby, Skåne       |       | 55.496943, 14.185848 | 10113500610003 | Ladda upp en bild av detta fornminne |
| Mallhög (Vallby 62:1)  | Hög         |              | Vallby, Skåne       |       | 55.505120, 14.216697 | 10113500620001 | Ladda upp en bild av detta fornminne |
| Vallby 68:1            | Hög         |              | Vallby, Skåne       |       | 55.478334, 14.214445 | 10113500680001 | Ladda upp en bild av detta fornminne |
| Vallby 68:2            | Hög         |              | Vallby, Skåne       |       | 55.478467, 14.214011 | 10113500680002 | Ladda upp en bild av detta fornminne |

## Vitaby
| Namn                                | Lämningstyp                 | Tillkomsttid | Historisk indelning | Plats | Läge                 | ID-nr          | Bild                                      |
| ----------------------------------- | --------------------------- | ------------ | ------------------- | ----- | -------------------- | -------------- | ----------------------------------------- |
| Vitaby 5:1                          | Hög                         |              | Vitaby, Skåne       |       | 55.704000, 14.181857 | 10114200050001 | Ladda upp en bild av detta fornminne      |
| Vitaby 6:1                          | Hög                         |              | Vitaby, Skåne       |       | 55.702952, 14.182035 | 10114200060001 | Ladda upp en bild av detta fornminne      |
| Vitaby 8:1                          | Fiskeläge                   |              | Vitaby, Skåne       |       | 55.694243, 14.215697 | 10114200080001 | Ladda upp en bild av detta fornminne      |
| Vitaby 10:1                         | Begravningsplats            |              | Vitaby, Skåne       |       | 55.691879, 14.214201 | 10114200100001 | Ladda upp en bild av detta fornminne      |
| Gångarekulle (Vitaby 11:1)          | Hög                         |              | Vitaby, Skåne       |       | 55.696859, 14.208778 | 10114200110001 | Ladda upp en bild av detta fornminne      |
| Vitaby 13:1                         | Hög                         |              | Vitaby, Skåne       |       | 55.698586, 14.185465 | 10114200130001 | Ladda upp en bild av detta fornminne      |
| Vitaby 13:2                         | Hög                         |              | Vitaby, Skåne       |       | 55.698652, 14.186464 | 10114200130002 | Ladda upp en bild av detta fornminne      |
| Vitaby 13:3                         | Stensättning                |              | Vitaby, Skåne       |       | 55.698567, 14.184670 | 10114200130003 | Ladda upp en bild av detta fornminne      |
| Vitaby 14:1                         | Hög                         |              | Vitaby, Skåne       |       | 55.698173, 14.182553 | 10114200140001 | Ladda upp en bild av detta fornminne      |
| Vitaby 15:1                         | Hög                         |              | Vitaby, Skåne       |       | 55.699964, 14.185001 | 10114200150001 | Ladda upp en bild av detta fornminne      |
| Vitaby 16:1                         | Hög                         |              | Vitaby, Skåne       |       | 55.694252, 14.191825 | 10114200160001 | Ladda upp en bild av detta fornminne      |
| Vitaby 17:1                         | Röse                        |              | Vitaby, Skåne       |       | 55.689343, 14.195707 | 10114200170001 | Ladda upp en bild av detta fornminne      |
| Vitaby 19:1                         | Hög                         |              | Vitaby, Skåne       |       | 55.685749, 14.187890 | 10114200190001 | Ladda upp en bild av detta fornminne      |
| Vitaby 20:1                         | Röse                        |              | Vitaby, Skåne       |       | 55.685298, 14.188703 | 10114200200001 | Ladda upp en bild av detta fornminne      |
| Söle rör (Söl(v)erös) (Vitaby 21:1) | Röse                        |              | Vitaby, Skåne       |       | 55.686842, 14.183680 | 10114200210001 | Ladda upp en bild av detta fornminne      |
| Vitaby 22:1                         | Hög                         |              | Vitaby, Skåne       |       | 55.683350, 14.206358 | 10114200220001 | Ladda upp en bild av detta fornminne      |
| Vitaby 23:1                         | Hällristning                |              | Vitaby, Skåne       |       | 55.703917, 14.173260 | 10114200230001 | Ladda upp en bild av detta fornminne      |
| Vitaby 24:1                         | Stenkammargrav              |              | Vitaby, Skåne       |       | 55.702715, 14.173887 | 10114200240001 | Ladda upp en bild av detta fornminne      |
| Vitaby 25:1                         | Stenkammargrav              |              | Vitaby, Skåne       |       | 55.699875, 14.172661 | 10114200250001 | Ladda upp en bild av detta fornminne      |
| Vitaby 26:1                         | Grav markerad av sten/block |              | Vitaby, Skåne       |       | 55.704142, 14.174700 | 10114200260001 | Ladda upp en bild av detta fornminne      |
| Vitaby 26:2                         | Grav markerad av sten/block |              | Vitaby, Skåne       |       | 55.704140, 14.174579 | 10114200260002 | Ladda upp en bild av detta fornminne      |
| Vitaby 27:1                         | Stensättning                |              | Vitaby, Skåne       |       | 55.705938, 14.172614 | 10114200270001 | Ladda upp en bild av detta fornminne      |
| Gångarekullen (Vitaby 28:1)         | Hög                         |              | Vitaby, Skåne       |       | 55.695326, 14.159565 | 10114200280001 | Ladda upp en bild av detta fornminne      |
| Vitaby 31:1                         | Hög                         |              | Vitaby, Skåne       |       | 55.689717, 14.137725 | 10114200310001 | Ladda upp en bild av detta fornminne      |
| Vitaby 32:1                         | Hög                         |              | Vitaby, Skåne       |       | 55.689100, 14.138905 | 10114200320001 | Ladda upp en bild av detta fornminne      |
| Vitaby 33:1                         | Hög                         |              | Vitaby, Skåne       |       | 55.689545, 14.139812 | 10114200330001 | Ladda upp en bild av detta fornminne      |
| Vitaby 36:1                         | Gravfält                    |              | Vitaby, Skåne       |       | 55.678237, 14.147771 | 10114200360001 | Ladda upp en bild av detta fornminne      |
| Vallabacken (Vitaby 37:1)           | Borg                        |              | Vitaby, Skåne       |       | 55.679065, 14.152355 | 10114200370001 | Ladda upp en till bild av detta fornminne |
| Vitaby 38:1                         | Stensättning                |              | Vitaby, Skåne       |       | 55.693141, 14.147268 | 10114200380001 | Ladda upp en bild av detta fornminne      |
| Vitaby 41:1                         | Stensättning                |              | Vitaby, Skåne       |       | 55.688572, 14.114249 | 10114200410001 | Ladda upp en bild av detta fornminne      |
| Vitaby 42:1                         | Stensättning                |              | Vitaby, Skåne       |       | 55.689441, 14.111722 | 10114200420001 | Ladda upp en bild av detta fornminne      |
| Vitaby 43:1                         | Stensättning                |              | Vitaby, Skåne       |       | 55.690075, 14.107299 | 10114200430001 | Ladda upp en bild av detta fornminne      |
| Vitaby 45:1                         | Stensättning                |              | Vitaby, Skåne       |       | 55.690369, 14.099710 | 10114200450001 | Ladda upp en bild av detta fornminne      |
| Vitaby 67:1                         | Hög                         |              | Vitaby, Skåne       |       | 55.691265, 14.155994 | 10114200670001 | Ladda upp en bild av detta fornminne      |
| Vitaby 68:1                         | Hög                         |              | Vitaby, Skåne       |       | 55.690580, 14.153564 | 10114200680001 | Ladda upp en bild av detta fornminne      |
| Vitaby 69:1                         | Hög                         |              | Vitaby, Skåne       |       | 55.691400, 14.150468 | 10114200690001 | Ladda upp en bild av detta fornminne      |
| Vitaby 70:1                         | Hög                         |              | Vitaby, Skåne       |       | 55.690548, 14.148146 | 10114200700001 | Ladda upp en bild av detta fornminne      |
| Vitaby 77:1                         | Stensättning                |              | Vitaby, Skåne       |       | 55.690556, 14.101216 | 10114200770001 | Ladda upp en bild av detta fornminne      |
| Vitaby 79:1                         | Hällristning                |              | Vitaby, Skåne       |       | 55.686535, 14.170147 | 10114200790001 | Ladda upp en bild av detta fornminne      |
| Vitaby 80:1                         | Stensättning                |              | Vitaby, Skåne       |       | 55.687125, 14.171329 | 10114200800001 | Ladda upp en bild av detta fornminne      |
| Vitaby 109:1                        | Stensättning                |              | Vitaby, Skåne       |       | 55.682840, 14.082934 | 10114201090001 | Ladda upp en bild av detta fornminne      |
| Vitaby 109:2                        | Stensättning                |              | Vitaby, Skåne       |       | 55.682831, 14.083610 | 10114201090002 | Ladda upp en bild av detta fornminne      |
| Vitaby 110:1                        | Stensättning                |              | Vitaby, Skåne       |       | 55.685943, 14.087883 | 10114201100001 | Ladda upp en bild av detta fornminne      |
| Vitaby 110:2                        | Stensättning                |              | Vitaby, Skåne       |       | 55.685956, 14.088428 | 10114201100002 | Ladda upp en bild av detta fornminne      |
| Vitaby 117:1                        | Hög                         |              | Vitaby, Skåne       |       | 55.696951, 14.129940 | 10114201170001 | Ladda upp en bild av detta fornminne      |
| Alhög (Vitaby 123:1)                | Hög                         |              | Vitaby, Skåne       |       | 55.698680, 14.178945 | 10114201230001 | Ladda upp en bild av detta fornminne      |
| Vitaby 124:1                        | Grav- och boplatsområde     |              | Vitaby, Skåne       |       | 55.698171, 14.180206 | 10114201240001 | Ladda upp en bild av detta fornminne      |
| Vitaby 128:1                        | Stensättning                |              | Vitaby, Skåne       |       | 55.683820, 14.117647 | 10114201280001 | Ladda upp en bild av detta fornminne      |
| Vitaby 129:1                        | Stensättning                |              | Vitaby, Skåne       |       | 55.689387, 14.102896 | 10114201290001 | Ladda upp en bild av detta fornminne      |
| Vitaby 130:1                        | Hällristning                |              | Vitaby, Skåne       |       | 55.690159, 14.102918 | 10114201300001 | Ladda upp en bild av detta fornminne      |
| Vitaby 131:1                        | Hällristning                |              | Vitaby, Skåne       |       | 55.662458, 14.153907 | 10114201310001 | Ladda upp en bild av detta fornminne      |
| Vitaby 133:1                        | Stensättning                |              | Vitaby, Skåne       |       | 55.688260, 14.102660 | 10114201330001 | Ladda upp en bild av detta fornminne      |

## Östra Herrestad
| Namn                                                | Lämningstyp      | Tillkomsttid | Historisk indelning    | Plats | Läge                 | ID-nr          | Bild                                      |
| --------------------------------------------------- | ---------------- | ------------ | ---------------------- | ----- | -------------------- | -------------- | ----------------------------------------- |
| Stenhed (Östra Herrestad 1:1)                       | Stenkrets        |              | Östra Herrestad, Skåne |       | 55.539944, 14.150591 | 10116200010001 | Ladda upp en till bild av detta fornminne |
| Stenhed (Östra Herrestad 1:3)                       | Hällristning     |              | Östra Herrestad, Skåne |       | 55.539849, 14.150889 | 10116200010003 | Ladda upp en bild av detta fornminne      |
| Kalvhagsbacken (Östra Herrestad 3:1)                | Hög              |              | Östra Herrestad, Skåne |       | 55.535694, 14.179070 | 10116200030001 | Ladda upp en bild av detta fornminne      |
| Östra Herrestad 4:1                                 | Begravningsplats |              | Östra Herrestad, Skåne |       | 55.534325, 14.178060 | 10116200040001 | Ladda upp en bild av detta fornminne      |
| Östra Herrstadstenen / DR 343 (Östra Herrestad 5:1) | Runristning      |              | Östra Herrestad, Skåne |       | 55.526037, 14.165876 | 10116200050001 | Ladda upp en till bild av detta fornminne |
| Kråkehög, Krakes hög (Östra Herrestad 6:1)          | Hög              |              | Östra Herrestad, Skåne |       | 55.517046, 14.141659 | 10116200060001 | Ladda upp en bild av detta fornminne      |
| Kungabackarna (Östra Herrestad 23:1)                | Hög              |              | Östra Herrestad, Skåne |       | 55.529639, 14.170342 | 10116200230001 | Ladda upp en bild av detta fornminne      |
| Östra Herrestad 24:1                                | Hög              |              | Östra Herrestad, Skåne |       | 55.524713, 14.196693 | 10116200240001 | Ladda upp en bild av detta fornminne      |
| Pengabacken (Östra Herrestad 29:1)                  | Hög              |              | Östra Herrestad, Skåne |       | 55.526693, 14.172676 | 10116200290001 | Ladda upp en bild av detta fornminne      |

## Östra Hoby
| Namn                                        | Lämningstyp                 | Tillkomsttid | Historisk indelning | Plats | Läge                 | ID-nr          | Bild                                      |
| ------------------------------------------- | --------------------------- | ------------ | ------------------- | ----- | -------------------- | -------------- | ----------------------------------------- |
| Lättshög (Östra Hoby 1:1)                   | Hög                         |              | Östra Hoby, Skåne   |       | 55.488763, 14.265146 | 10116300010001 | Ladda upp en till bild av detta fornminne |
| Östra Hoby 2:1                              | Stenkammargrav              |              | Östra Hoby, Skåne   |       | 55.483951, 14.272636 | 10116300020001 | Ladda upp en bild av detta fornminne      |
| Karlshög (Östra Hoby 3:1)                   | Hög                         |              | Östra Hoby, Skåne   |       | 55.483273, 14.271461 | 10116300030001 | Ladda upp en bild av detta fornminne      |
| Knutshög, Vivehög (Östra Hoby 8:1)          | Hög                         |              | Östra Hoby, Skåne   |       | 55.472862, 14.270277 | 10116300080001 | Ladda upp en bild av detta fornminne      |
| Östra Hoby 14:1                             | Hög                         |              | Östra Hoby, Skåne   |       | 55.477271, 14.279079 | 10116300140001 | Ladda upp en bild av detta fornminne      |
| Östra Hoby 17:1                             | Grav markerad av sten/block |              | Östra Hoby, Skåne   |       | 55.452685, 14.253870 | 10116300170001 | Ladda upp en bild av detta fornminne      |
| Arnhög, Örnhög, Armhög (Östra Hoby 19:1)    | Hög                         |              | Östra Hoby, Skåne   |       | 55.451582, 14.248521 | 10116300190001 | Ladda upp en bild av detta fornminne      |
| Stora Kolhög, St Kullhög (Östra Hoby 20:1)  | Hög                         |              | Östra Hoby, Skåne   |       | 55.460395, 14.268794 | 10116300200001 | Ladda upp en till bild av detta fornminne |
| Lilla Kolhög/Kullhög (2) (Östra Hoby 21:1)  | Hög                         |              | Östra Hoby, Skåne   |       | 55.459529, 14.271561 | 10116300210001 | Ladda upp en bild av detta fornminne      |
| Lilla Kolhög/Kullhög (2) (Östra Hoby 21:2)  | Hög                         |              | Östra Hoby, Skåne   |       | 55.459239, 14.271367 | 10116300210002 | Ladda upp en bild av detta fornminne      |
| Östra Hoby 22:1                             | Grav markerad av sten/block |              | Östra Hoby, Skåne   |       | 55.449644, 14.257570 | 10116300220001 | Ladda upp en till bild av detta fornminne |
| Östra Hoby 25:1                             | Hög                         |              | Östra Hoby, Skåne   |       | 55.465978, 14.264385 | 10116300250001 | Ladda upp en bild av detta fornminne      |
| Östra Hoby 26:1                             | Hög                         |              | Östra Hoby, Skåne   |       | 55.451488, 14.250851 | 10116300260001 | Ladda upp en bild av detta fornminne      |
| Kullröjs-, Röjelsbacken (Östra Hoby 27:1)   | Hög                         |              | Östra Hoby, Skåne   |       | 55.444637, 14.246222 | 10116300270001 | Ladda upp en bild av detta fornminne      |
| Östra Hoby 28:1                             | Grav- och boplatsområde     |              | Östra Hoby, Skåne   |       | 55.471348, 14.278449 | 10116300280001 | Ladda upp en bild av detta fornminne      |
| Östra Hoby 37:1                             | Hög                         |              | Östra Hoby, Skåne   |       | 55.456502, 14.254178 | 10116300370001 | Ladda upp en bild av detta fornminne      |
| Östra Hoby 48:1                             | Hög                         |              | Östra Hoby, Skåne   |       | 55.468363, 14.227117 | 10116300480001 | Ladda upp en bild av detta fornminne      |
| Östra Hoby 48:2                             | Hög                         |              | Östra Hoby, Skåne   |       | 55.468652, 14.226819 | 10116300480002 | Ladda upp en bild av detta fornminne      |
| Kalsebackarna (RAÄ 3, 77) (Östra Hoby 77:1) | Hög                         |              | Östra Hoby, Skåne   |       | 55.482737, 14.270336 | 10116300770001 | Ladda upp en bild av detta fornminne      |

## Östra Tommarp
| Namn                               | Lämningstyp             | Tillkomsttid | Historisk indelning  | Plats | Läge                 | ID-nr          | Bild                                      |
| ---------------------------------- | ----------------------- | ------------ | -------------------- | ----- | -------------------- | -------------- | ----------------------------------------- |
| Tågarpsdösen (Östra Tommarp 4:1)   | Hällristning            |              | Östra Tommarp, Skåne |       | 55.536845, 14.224883 | 10116900040001 | Ladda upp en till bild av detta fornminne |
| Östra Tommarp 8:1                  | Gravfält                |              | Östra Tommarp, Skåne |       | 55.516391, 14.244459 | 10116900080001 | Ladda upp en bild av detta fornminne      |
| Bolshög (Östra Tommarp 9:1)        | Hög                     |              | Östra Tommarp, Skåne |       | 55.510907, 14.240551 | 10116900090001 | Ladda upp en till bild av detta fornminne |
| Östra Tommarp 10:1                 | Gravfält                |              | Östra Tommarp, Skåne |       | 55.539834, 14.247675 | 10116900100001 | Ladda upp en bild av detta fornminne      |
| Hålahög (Östra Tommarp 11:1)       | Hög                     |              | Östra Tommarp, Skåne |       | 55.524742, 14.266130 | 10116900110001 | Ladda upp en bild av detta fornminne      |
| Östra Tommarp 12:1                 | Hög                     |              | Östra Tommarp, Skåne |       | 55.528538, 14.256387 | 10116900120001 | Ladda upp en bild av detta fornminne      |
| Tullhögen (Östra Tommarp 13:1)     | Hög                     |              | Östra Tommarp, Skåne |       | 55.544857, 14.235054 | 10116900130001 | Ladda upp en bild av detta fornminne      |
| Tuggebars hög (Östra Tommarp 17:1) | Hög                     |              | Östra Tommarp, Skåne |       | 55.536191, 14.222869 | 10116900170001 | Ladda upp en bild av detta fornminne      |
| Östra Tommarp 18:1                 | Kloster                 |              | Östra Tommarp, Skåne |       | 55.532354, 14.236561 | 10116900180001 | Ladda upp en till bild av detta fornminne |
| Östra Tommarp 21:1                 | Kyrka/kapell            |              | Östra Tommarp, Skåne |       | 55.533400, 14.246910 | 10116900210001 | Ladda upp en bild av detta fornminne      |
| Villfarhög (Östra Tommarp 22:1)    | Hög                     |              | Östra Tommarp, Skåne |       | 55.515919, 14.223439 | 10116900220001 | Ladda upp en bild av detta fornminne      |
| Östra Tommarp 23:1                 | Hög                     |              | Östra Tommarp, Skåne |       | 55.572638, 14.264617 | 10116900230001 | Ladda upp en bild av detta fornminne      |
| Östra Tommarp 45:1                 | Hög                     |              | Östra Tommarp, Skåne |       | 55.527233, 14.251040 | 10116900450001 | Ladda upp en bild av detta fornminne      |
| Laputa (Östra Tommarp 50:1)        | Hög                     |              | Östra Tommarp, Skåne |       | 55.521681, 14.263560 | 10116900500001 | Ladda upp en bild av detta fornminne      |
| Laputa (Östra Tommarp 50:2)        | Hög                     |              | Östra Tommarp, Skåne |       | 55.521329, 14.263100 | 10116900500002 | Ladda upp en bild av detta fornminne      |
| Laputa (Östra Tommarp 50:3)        | Hög                     |              | Östra Tommarp, Skåne |       | 55.520923, 14.263974 | 10116900500003 | Ladda upp en bild av detta fornminne      |
| Laputa (Östra Tommarp 50:4)        | Hög                     |              | Östra Tommarp, Skåne |       | 55.520654, 14.264909 | 10116900500004 | Ladda upp en bild av detta fornminne      |
| Östra Tommarp 57:1                 | Grav- och boplatsområde |              | Östra Tommarp, Skåne |       | 55.521523, 14.240028 | 10116900570001 | Ladda upp en bild av detta fornminne      |
| Östra Tommarp 68:1                 | Hög                     |              | Östra Tommarp, Skåne |       | 55.550975, 14.230627 | 10116900680001 | Ladda upp en bild av detta fornminne      |
| Östra Tommarp 68:2                 | Hög                     |              | Östra Tommarp, Skåne |       | 55.550780, 14.230101 | 10116900680002 | Ladda upp en bild av detta fornminne      |
| Östra Tommarp 72:1                 | Hög                     |              | Östra Tommarp, Skåne |       | 55.571253, 14.213046 | 10116900720001 | Ladda upp en bild av detta fornminne      |
| Stockhög (Östra Tommarp 73:1)      | Hög                     |              | Östra Tommarp, Skåne |       | 55.569381, 14.209743 | 10116900730001 | Ladda upp en bild av detta fornminne      |
| Östra Tommarp 75:1                 | Hög                     |              | Östra Tommarp, Skåne |       | 55.563820, 14.204526 | 10116900750001 | Ladda upp en bild av detta fornminne      |

## Östra Vemmerlöv
| Namn                                            | Lämningstyp                 | Tillkomsttid | Historisk indelning    | Plats | Läge                 | ID-nr          | Bild                                 |
| ----------------------------------------------- | --------------------------- | ------------ | ---------------------- | ----- | -------------------- | -------------- | ------------------------------------ |
| Granekullen (Östra Vemmerlöv 1:1)               | Hög                         |              | Östra Vemmerlöv, Skåne |       | 55.573866, 14.258151 | 10117000010001 | Ladda upp en bild av detta fornminne |
| Östra Vemmerlöv 2:1                             | Hög                         |              | Östra Vemmerlöv, Skåne |       | 55.573182, 14.260732 | 10117000020001 | Ladda upp en bild av detta fornminne |
| Östra Vemmerlöv 3:1                             | Hög                         |              | Östra Vemmerlöv, Skåne |       | 55.573865, 14.261217 | 10117000030001 | Ladda upp en bild av detta fornminne |
| Östra Vemmerlöv 4:1                             | Hög                         |              | Östra Vemmerlöv, Skåne |       | 55.573663, 14.262264 | 10117000040001 | Ladda upp en bild av detta fornminne |
| Östra Vemmerlöv 6:1                             | Hög                         |              | Östra Vemmerlöv, Skåne |       | 55.574922, 14.267602 | 10117000060001 | Ladda upp en bild av detta fornminne |
| Östra Vemmerlöv 7:1                             | Hög                         |              | Östra Vemmerlöv, Skåne |       | 55.575614, 14.267256 | 10117000070001 | Ladda upp en bild av detta fornminne |
| Östra Vemmerlöv 9:1                             | Hög                         |              | Östra Vemmerlöv, Skåne |       | 55.576804, 14.262739 | 10117000090001 | Ladda upp en bild av detta fornminne |
| Östra Vemmerlöv 10:1                            | Hög                         |              | Östra Vemmerlöv, Skåne |       | 55.576769, 14.265319 | 10117000100001 | Ladda upp en bild av detta fornminne |
| Östra Vemmerlöv 10:2                            | Hög                         |              | Östra Vemmerlöv, Skåne |       | 55.576366, 14.265269 | 10117000100002 | Ladda upp en bild av detta fornminne |
| Östra Vemmerlöv 11:1                            | Hög                         |              | Östra Vemmerlöv, Skåne |       | 55.576962, 14.268738 | 10117000110001 | Ladda upp en bild av detta fornminne |
| Östra Vemmerlöv 12:1                            | Hög                         |              | Östra Vemmerlöv, Skåne |       | 55.577238, 14.269760 | 10117000120001 | Ladda upp en bild av detta fornminne |
| Östra Vemmerlöv 16:1                            | Hög                         |              | Östra Vemmerlöv, Skåne |       | 55.576671, 14.258643 | 10117000160001 | Ladda upp en bild av detta fornminne |
| Östra Vemmerlöv 18:1                            | Hög                         |              | Östra Vemmerlöv, Skåne |       | 55.572483, 14.251631 | 10117000180001 | Ladda upp en bild av detta fornminne |
| Östra Vemmerlöv 18:2                            | Hög                         |              | Östra Vemmerlöv, Skåne |       | 55.572265, 14.251174 | 10117000180002 | Ladda upp en bild av detta fornminne |
| Kungabacken, Prinskullen (Östra Vemmerlöv 19:1) | Hög                         |              | Östra Vemmerlöv, Skåne |       | 55.560879, 14.232422 | 10117000190001 | Ladda upp en bild av detta fornminne |
| Östra Vemmerlöv 20:1                            | Stenkrets                   |              | Östra Vemmerlöv, Skåne |       | 55.559306, 14.230996 | 10117000200001 | Ladda upp en bild av detta fornminne |
| Östra Vemmerlöv 21:1                            | Grav- och boplatsområde     |              | Östra Vemmerlöv, Skåne |       | 55.558683, 14.232975 | 10117000210001 | Ladda upp en bild av detta fornminne |
| Kungabacken (Östra Vemmerlöv 22:1)              | Hög                         |              | Östra Vemmerlöv, Skåne |       | 55.556915, 14.232304 | 10117000220001 | Ladda upp en bild av detta fornminne |
| Östra Vemmerlöv 23:1                            | Hög                         |              | Östra Vemmerlöv, Skåne |       | 55.585738, 14.226816 | 10117000230001 | Ladda upp en bild av detta fornminne |
| Kinnekulle (Östra Vemmerlöv 24:1)               | Hög                         |              | Östra Vemmerlöv, Skåne |       | 55.583806, 14.224477 | 10117000240001 | Ladda upp en bild av detta fornminne |
| Östra Vemmerlöv 25:1                            | Hög                         |              | Östra Vemmerlöv, Skåne |       | 55.574672, 14.208912 | 10117000250001 | Ladda upp en bild av detta fornminne |
| Östra Vemmerlöv 26:1                            | Borg                        |              | Östra Vemmerlöv, Skåne |       | 55.599019, 14.195355 | 10117000260001 | Ladda upp en bild av detta fornminne |
| Snapphanegraven (Östra Vemmerlöv 28:1)          | Fästning/skans              |              | Östra Vemmerlöv, Skåne |       | 55.619154, 14.207666 | 10117000280001 | Ladda upp en bild av detta fornminne |
| Östra Vemmerlöv 29:1                            | Hög                         |              | Östra Vemmerlöv, Skåne |       | 55.582403, 14.213155 | 10117000290001 | Ladda upp en bild av detta fornminne |
| Östra Vemmerlöv 30:1                            | Hög                         |              | Östra Vemmerlöv, Skåne |       | 55.583681, 14.213357 | 10117000300001 | Ladda upp en bild av detta fornminne |
| Östra Vemmerlöv 31:1                            | Hög                         |              | Östra Vemmerlöv, Skåne |       | 55.583571, 14.214771 | 10117000310001 | Ladda upp en bild av detta fornminne |
| Östra Vemmerlöv 32:1                            | Hög                         |              | Östra Vemmerlöv, Skåne |       | 55.579567, 14.221832 | 10117000320001 | Ladda upp en bild av detta fornminne |
| Östra Vemmerlöv 33:1                            | Stensättning                |              | Östra Vemmerlöv, Skåne |       | 55.587374, 14.218798 | 10117000330001 | Ladda upp en bild av detta fornminne |
| Östra Vemmerlöv 34:1                            | Hög                         |              | Östra Vemmerlöv, Skåne |       | 55.587144, 14.219504 | 10117000340001 | Ladda upp en bild av detta fornminne |
| Krubbehög (Östra Vemmerlöv 37:1)                | Hög                         |              | Östra Vemmerlöv, Skåne |       | 55.590487, 14.229595 | 10117000370001 | Ladda upp en bild av detta fornminne |
| Östra Vemmerlöv 38:1                            | Hög                         |              | Östra Vemmerlöv, Skåne |       | 55.591443, 14.226694 | 10117000380001 | Ladda upp en bild av detta fornminne |
| Östra Vemmerlöv 38:2                            | Stensättning                |              | Östra Vemmerlöv, Skåne |       | 55.591253, 14.226592 | 10117000380002 | Ladda upp en bild av detta fornminne |
| Östra Vemmerlöv 43:1                            | Gravfält                    |              | Östra Vemmerlöv, Skåne |       | 55.586047, 14.248069 | 10117000430001 | Ladda upp en bild av detta fornminne |
| Östra Vemmerlöv 45:1                            | Gravfält                    |              | Östra Vemmerlöv, Skåne |       | 55.593095, 14.255046 | 10117000450001 | Ladda upp en bild av detta fornminne |
| Östra Vemmerlöv 46:1                            | Grav markerad av sten/block |              | Östra Vemmerlöv, Skåne |       | 55.582824, 14.250864 | 10117000460001 | Ladda upp en bild av detta fornminne |
| Östra Vemmerlöv 47:1                            | Gravfält                    |              | Östra Vemmerlöv, Skåne |       | 55.583089, 14.247237 | 10117000470001 | Ladda upp en bild av detta fornminne |
| Östra Vemmerlöv 49:1                            | Hög                         |              | Östra Vemmerlöv, Skåne |       | 55.586812, 14.250395 | 10117000490001 | Ladda upp en bild av detta fornminne |
| Östra Vemmerlöv 50:1                            | Hög                         |              | Östra Vemmerlöv, Skåne |       | 55.579917, 14.248852 | 10117000500001 | Ladda upp en bild av detta fornminne |
| Östra Vemmerlöv 51:1                            | Hög                         |              | Östra Vemmerlöv, Skåne |       | 55.575207, 14.257205 | 10117000510001 | Ladda upp en bild av detta fornminne |
| Östra Vemmerlöv 52:1                            | Hög                         |              | Östra Vemmerlöv, Skåne |       | 55.575972, 14.254217 | 10117000520001 | Ladda upp en bild av detta fornminne |
| Östra Vemmerlöv 79:1                            | Hög                         |              | Östra Vemmerlöv, Skåne |       | 55.587110, 14.251749 | 10117000790001 | Ladda upp en bild av detta fornminne |
| Östra Vemmerlöv 80:1                            | Hög                         |              | Östra Vemmerlöv, Skåne |       | 55.590203, 14.252342 | 10117000800001 | Ladda upp en bild av detta fornminne |
| Östra Vemmerlöv 81:1                            | Grav- och boplatsområde     |              | Östra Vemmerlöv, Skåne |       | 55.584249, 14.246421 | 10117000810001 | Ladda upp en bild av detta fornminne |
| Östra Vemmerlöv 84:1                            | Stensättning                |              | Östra Vemmerlöv, Skåne |       | 55.590846, 14.222635 | 10117000840001 | Ladda upp en bild av detta fornminne |
| Östra Vemmerlöv 84:2                            | Stensättning                |              | Östra Vemmerlöv, Skåne |       | 55.590853, 14.222826 | 10117000840002 | Ladda upp en bild av detta fornminne |
| Östra Vemmerlöv 84:3                            | Stensättning                |              | Östra Vemmerlöv, Skåne |       | 55.590640, 14.222956 | 10117000840003 | Ladda upp en bild av detta fornminne |
| Östra Vemmerlöv 95:1                            | Hög                         |              | Östra Vemmerlöv, Skåne |       | 55.592798, 14.213499 | 10117000950001 | Ladda upp en bild av detta fornminne |
| Östra Vemmerlöv 116:1                           | Stensättning                |              | Östra Vemmerlöv, Skåne |       | 55.584281, 14.251073 | 10117001160001 | Ladda upp en bild av detta fornminne |
| Östra Vemmerlöv 117:1                           | Hög                         |              | Östra Vemmerlöv, Skåne |       | 55.582017, 14.252261 | 10117001170001 | Ladda upp en bild av detta fornminne |
| Östra Vemmerlöv 118:1                           | Hög                         |              | Östra Vemmerlöv, Skåne |       | 55.583488, 14.219940 | 10117001180001 | Ladda upp en bild av detta fornminne |
| Östra Vemmerlöv 119:1                           | Hög                         |              | Östra Vemmerlöv, Skåne |       | 55.577214, 14.214346 | 10117001190001 | Ladda upp en bild av detta fornminne |
| Östra Vemmerlöv 121:1                           | Hög                         |              | Östra Vemmerlöv, Skåne |       | 55.583343, 14.217374 | 10117001210001 | Ladda upp en bild av detta fornminne |
| Östra Vemmerlöv 127                             | Hög                         |              | Östra Vemmerlöv, Skåne |       | 55.589554, 14.211917 | 12000000007357 | Ladda upp en bild av detta fornminne |